# Ordre des chanoines réguliers de Prémontré
L'Ordre des chanoines réguliers de Prémontré ne doit pas être confondue avec l'abbaye de Prémontré.
L'ordre des chanoines réguliers de Prémontré, appelé couramment Prémontrés, plus rarement Norbertins, est un ordre canonial catholique fondé par Norbert de Xanten au début du XIIe siècle. Dès sa fondation, l'ordre de Prémontré comporte un ordre masculin de chanoines réguliers, un ordre féminin de chanoinesses contemplatives cloîtrées et un tiers-ordre associant des laïcs à la vie et à la prière de l'ordre. Depuis le XXe siècle, l'ordre comprend aussi plusieurs congrégations féminines apostoliques. La désignation O.Praem. (Ordo Praemonstratensis) est apposée à la suite des noms des religieux prémontrés.

## Histoire

### Contexte historique et religieux
L'institution canoniale apparaît en occident au VIe siècle, lorsque le clergé de certaines églises pratiquant la vie commune se donne le nom de canonicus. Au milieu du VIIIe siècle, l'évêque de Metz Chrodegang donne une règle aux chanoines de sa cathédrale, fondée sur une lettre d'Augustin d'Hippone décrivant l'organisation du clergé de son diocèse, qui constitue à partir de ce moment la règle de saint Augustin. L'œuvre administrative des Carolingiens aboutit à une claire distinction de chaque type de clergé, de ses obligations et droits. Ainsi moines et chanoines se distinguent clairement lorsque Louis le Pieux édicte en 817 une même règle pour tous les chanoines, la règle d'Aix-la-Chapelle. Du IXe siècle au XIe siècle, l'implication dans les affaires temporelles, l'enrichissement des communautés, et l'immixtion des puissances séculières mènent à une décadence de l'observance religieuse à laquelle la réforme grégorienne veut porter remède. Le synode de Latran de 1059 lance le mouvement en prônant la désappropriation personnelle effective de tout bien, et l'observance stricte de la vie commune. Les chanoines du Latran sont les premiers à se réformer selon ces lignes. Lors de ce synode, le moine Hildebrand (futur pape Grégoire VII) prononce un violent réquisitoire contre la règle d'Aix-la-Chapelle, qui tolère la propriété personnelle. C'est dans ce contexte de réforme et de retour aux sources, parfois idéalisées, de l'institution canoniale, que prend place la fondation de l'ordre de Prémontré. Un autre fait majeur dans cette fondation est la querelle des Investitures qui fait rage à l'époque. Norbert de Xanten y prend part en qualité de chapelain à la cour impériale, fonction qu'il assure à partir de 1108 ou 1109, et qui le mène à assister (sans pour autant y participer) aux voies de fait violentes de l'empereur Henri V envers le pape Pascal II en 1111.

### Fondation

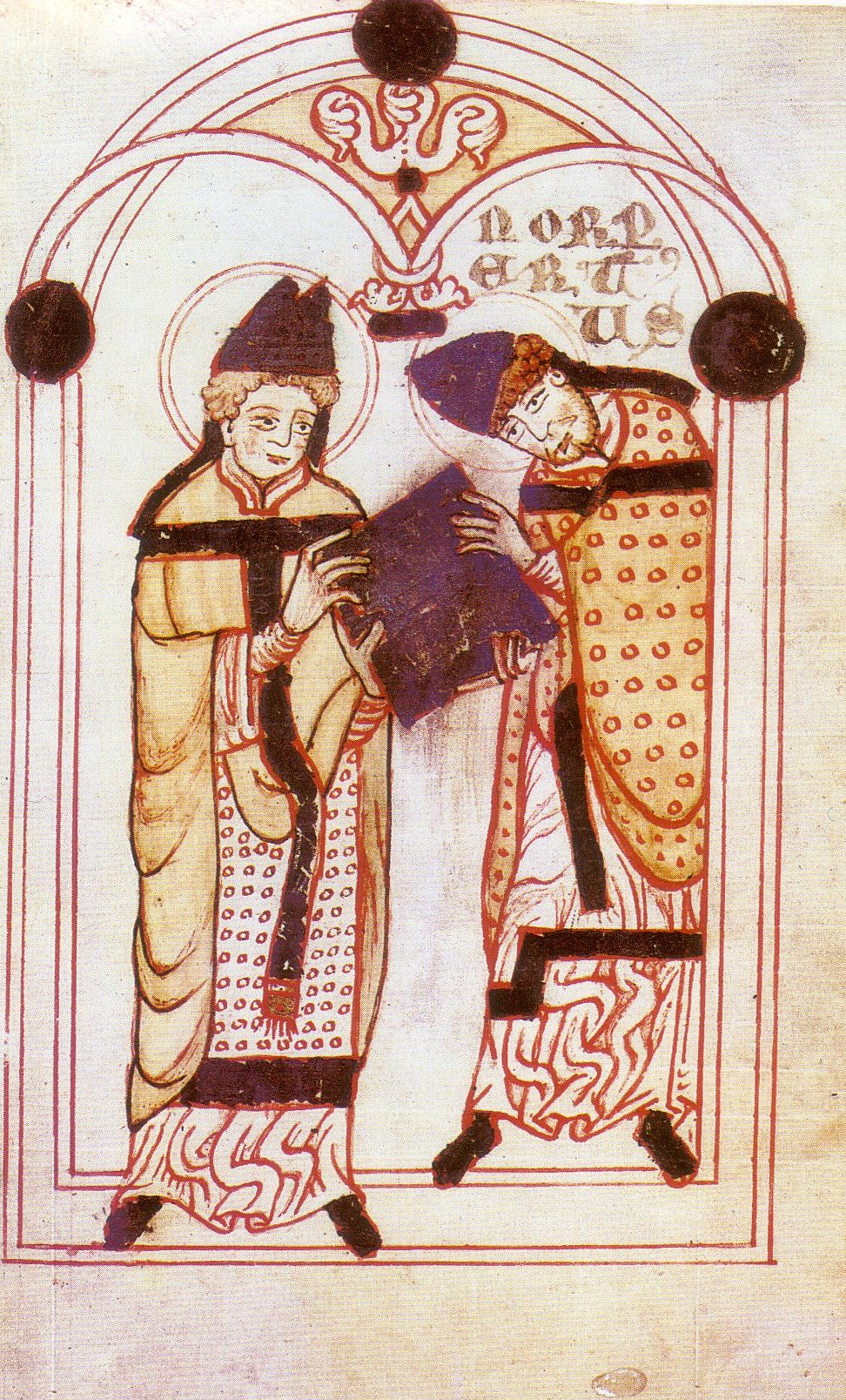
Norbert reçoit la règle des mains de saint Augustin. Illustration d'une Vie de Saint Norbert, vers 1140.

En 1119, l'évêque de Laon, Barthélemy de Jur, en route vers Reims pour participer à un concile convoqué par le pape Calixte II, rencontre près de l'abbaye de Saint-Thierry trois clercs, dont son propre cousin germain Norbert de Xanten et son disciple Hugues de Fosses. Norbert a reçu en 1118 du pape Gélase II la mission de prêcher partout la pénitence et la paix de Dieu, et désire faire renouveler cette mission par le pape nouvellement élu, présent à Reims en raison du concile. Séduit par sa personnalité, Barthélémy introduit Norbert auprès du pape, mais celui-ci ne juge pas cette vie vagabonde convenable à un clerc, et lui ordonne de rejoindre le diocèse de Laon. L'évêque souhaite justement la réforme de l'abbaye Saint-Martin de Laon selon les principes de la réforme grégorienne, et y envoie Norbert, qui échoue à convaincre la communauté des chanoines de cette abbaye. En effet, c'est à cette époque qu'apparaît la distinction entre chanoines réguliers pratiquant la désappropriation de leurs biens, et chanoines séculiers les conservant. Norbert participe ainsi à un mouvement plus large encourageant le renoncement aux biens terrestres, comme le demande la règle de saint Augustin.

En 1120, après plusieurs tentatives d'établissement à Foigny-en-Thiérache et Thenailles, Norbert reçoit de Barthélémy un terrain dans la forêt de Voas (aujourd'hui la forêt de Saint-Gobain dans l'Aisne) au lieu-dit Presmontré pour y fonder une abbaye. Il ne s'y trouve alors qu'une petite chapelle dédiée à saint Jean-Baptiste. Une lettre à Barthélémy, conservée dans la première biographie de Norbert, explique ce choix: « Mon seigneur et mon père, c'est ici que je veux demeurer. J'ai reconnu le lieu que le Seigneur m'a destiné. Ce sera mon siège et mon repos. Beaucoup d'hommes y trouveront le salut. Toutefois ce n'est pas cette chapelle qui en sera le centre; c'est de l'autre côté de la vallée qu'on bâtira la maison. Cette nuit, j'ai vu en songe une multitude d'hommes en blanc qui faisaient processionnellement le tour de la vallée avec des croix d'argent, des chandeliers, et des encensoirs ».

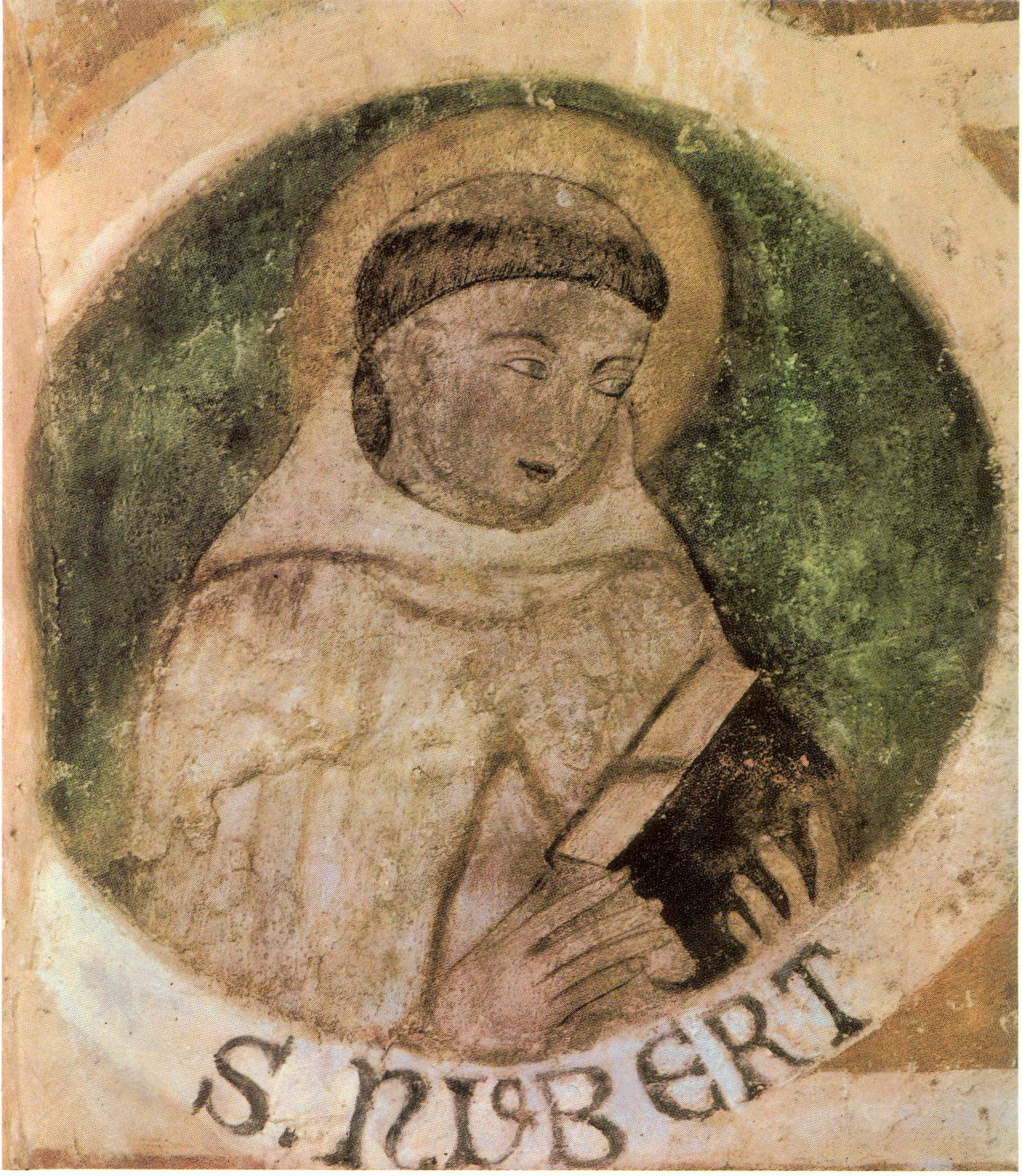
Norbert de Xanten, fresque du XIVe siècle, abbaye Saint-Sévère d'Orvieto.

Pour s'adjoindre des compagnons, le fondateur se rend à l'école cathédrale de Laon, dont l'écolâtre est alors Raoul, frère du célèbre Anselme de Laon, et convainc à l'issue d'un sermon sept étudiants de l'accompagner, dont le futur grand théologien Anselme de Havelberg. Les tournées de prédications ultérieures de Norbert lui apportent d'autres disciples, dont Évermode de Ratzebourg (en). Dès la fête de Pâques 1121, la vie régulière est en vigueur à Prémontré, et la communauté se procure des reliques des saints Géréon, Ursule, et des deux saints Ewald, auprès de l'archevêque de Cologne, Frédéric de Schwarzenburg. L'ordre de Prémontré compte dès l'origine des chanoines de chœur, voués à l'office divin et à des tâches pastorales, et des convers plus nombreux encore, jouant un rôle important dans la vie quotidienne des abbayes par l'exercice du travail manuel.

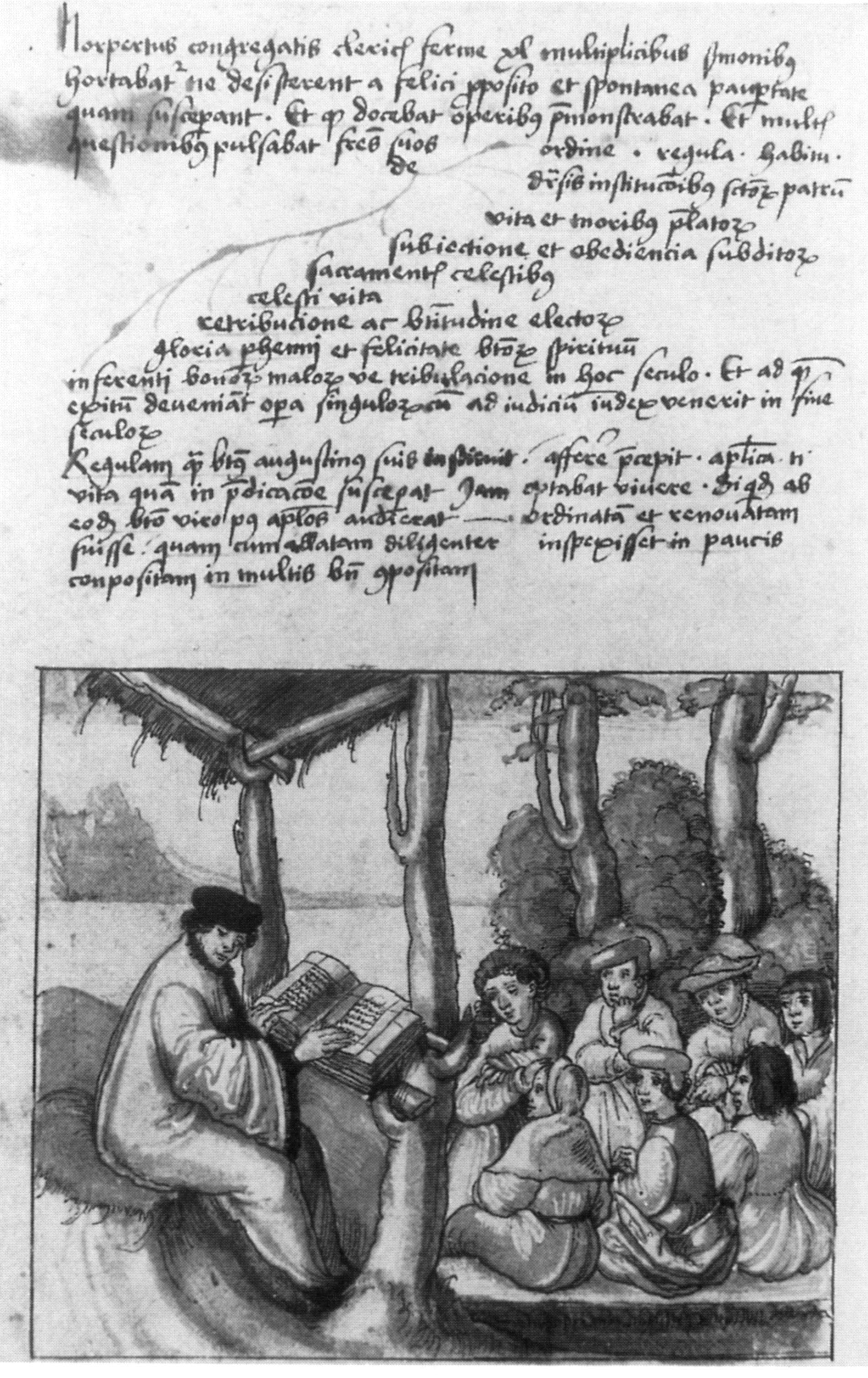
Première assemblée de Norbert de Xanten et ses premiers disciples en la forêt de Laon.

Passant près de Namur, Norbert reçoit de la comtesse Ermesinde de Luxembourg sa villa de Floreffe avec la demande d'y placer des frères. La première fondation de Prémontré est ainsi effectuée avant même que la communauté-mère soit érigée en abbaye. Lorsqu'il est nécessaire de choisir une règle de vie pour la nouvelle communauté, Norbert, sous l'influence d'un rêve où saint Augustin lui apparaît, choisit la règle augustinienne, qu'il connaît pour l'avoir vêcue dans sa jeunesse comme chanoine de la collégiale de Xanten. Les premières professions religieuses d'une quarantaine de frères ont lieu le jour de Noël de l'année 1121. L'église abbatiale est rapidement élevée, et consacrée le 18 novembre 1122 sous le titre de Notre-Dame et saint Jean-Baptiste par Barthélémy de Jur et Lisiard de Crépy, évêque de Soissons. Le roi Louis VII confirme la fondation par un diplôme royal, et lui concède de porter le lys de France sur ses armes. La fondation d'une abbaye féminine à Prémontré suit de peu, sous l'impulsion de Ricvère de Clastres, veuve d'un noble du Vermandois, Aymond de Clastres ; en 1149 les religieuses norbertines sont plus de 1 000. L'ordre féminin attire de nombreuses femmes de haute naissance désirant embrasser la vie religieuse, comme Adèle de Montmorency, Agnès de Braine, Odette de Rivreulle, ou Gertrude d’Altenberg (en) .

### Première expansion

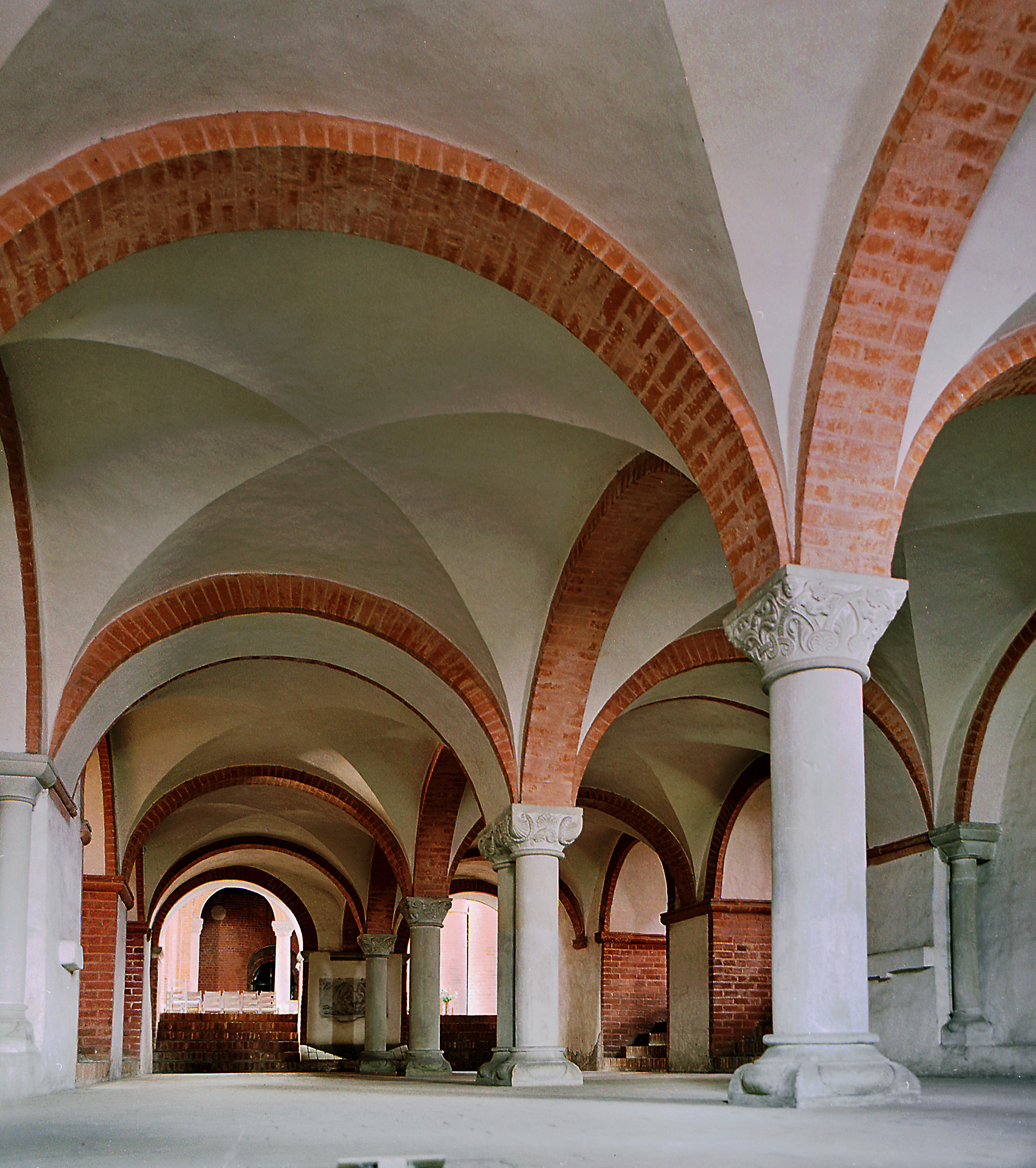
Crypte de l'abbaye de Jerichow, contemporaine de sa fondation en 1144.

L'abbaye de Floreffe est officiellement érigée le 25 janvier 1122. Elle est suivie de nombreuses autres fondations, dont les monastères doubles d'hommes d'une part et de femmes de l'autre, de Cappenberg, Varlar, et Ilbenstadt, toutes dues à l'entrée en religion du comte Godefroy de Cappenberg (de), de son épouse Jutta, et de son beau-frère Othon. En revanche, quand le comte de Champagne Thibaut de Blois désire lui aussi rejoindre l'ordre, Norbert le renvoie à ses responsabilité séculières, avec un règlement de vie chrétienne adaptée. C'est la naissance du tiers-ordre de Prémontré.
En 1124, une petite délégation venue de Prémontré sous la direction de Gauthier de Saint-Maurice prend en charge l'abbaye Saint-Martin de Laon, qui prend la deuxième place dans l'ordre en souvenir des fonctions de prévôt du chapitre que Norbert y avait exercé. La même année, l'abbaye Saint-Michel d'Anvers est fondée, à l'occasion d'une tournée de prédication de Norbert et de ses compagnons contre les théories sur l'eucharistie de Tanchelin. C'est en souvenir de cette prédication que Norbert est souvent représenté portant un ostensoir. En 1124 toujours, l'abbaye du Mont-Cornillon est fondée par un disciple de Norbert, Luc du Mont-Cornillon,.

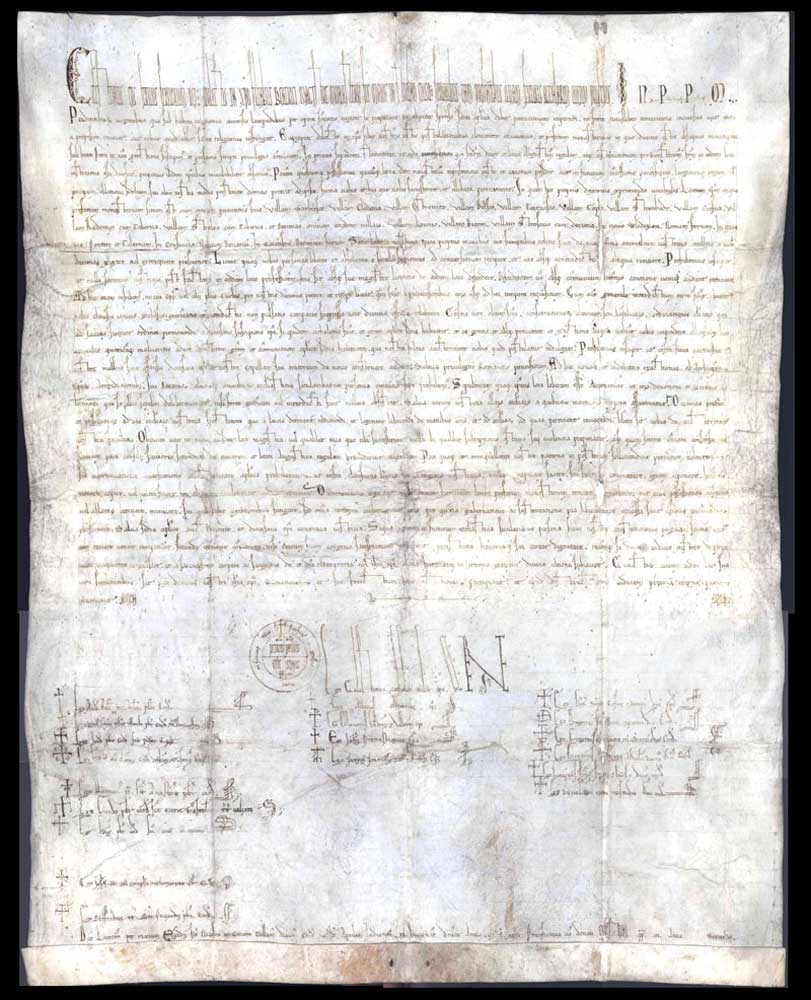
Bulle du pape Célestin III reconnaissant la fondation de l'abbaye de Strzelno en 1193 et lui accordant des privilèges.

Le 16 février 1125, le pape Honorius II approuve solennellement l'ordre de Prémontré. La même année, Norbert se trouvant de passage à Spire, il est élu par une diète solennelle archevêque de Magdebourg. Il y installe immédiatement des chanoines de Prémontré en l'église Notre-Dame, et fait élire Hugues de Fosses pour successeur dans la charge abbatiale. Les fondations se multipliant, il devient nécessaire de structurer l'ordre, jusqu'alors constitué d'abbayes indépendantes. Hugues prend modèle sur la charte de charité unissant entre elles les abbayes cisterciennes, et rédige avec les autres abbés une charte qui est approuvée en 1124 par les légats pontificaux Pierre de Léon et Grégoire, cardinal de Saint-Ange. Norbert quant à lui meurt le 6 juin 1134 à Magdebourg.
Du vivant même de Norbert, un grand nombre d'abbayes sont fondées, dont les plus notables sont Sainte-Marie au Bois, Cuissy, Grimbergen, Saint-Paul de Verdun. Hugues de Fosses peut être considéré comme le deuxième fondateur de l'ordre, présidant à son institutionnalisation. Il fait notamment rédiger la première biographie de Norbert, et les livres liturgiques propres à l'ordre, chaque communauté ou diocèse jouissant alors de la liberté d'organiser à sa manière l'office divin. C'est la naissance du rite prémontré. Hugues doit aussi rédiger et faire voter par le chapitre général des statuts précis inspirés là encore de ceux de Cîteaux, la règle de saint Augustin permettant des interprétations trop différentes pour maintenir l'unité d'observances dans l'ordre.

Suivant l'exemple de Vital de Savigny, il ordonne par prudence la fin des monastères doubles d'hommes et de femmes, et fait établir les monastères féminins à plus grande distance des masculins. Cette décision a pour conséquence que les chanoinesses, ne pouvant plus assister à la liturgie des chanoines, se divisent entre sœurs de chœur et sœurs converses. D'autres monastères féminins disparaissent, privés d'aumôniers et du soutien matériel des communautés masculines.

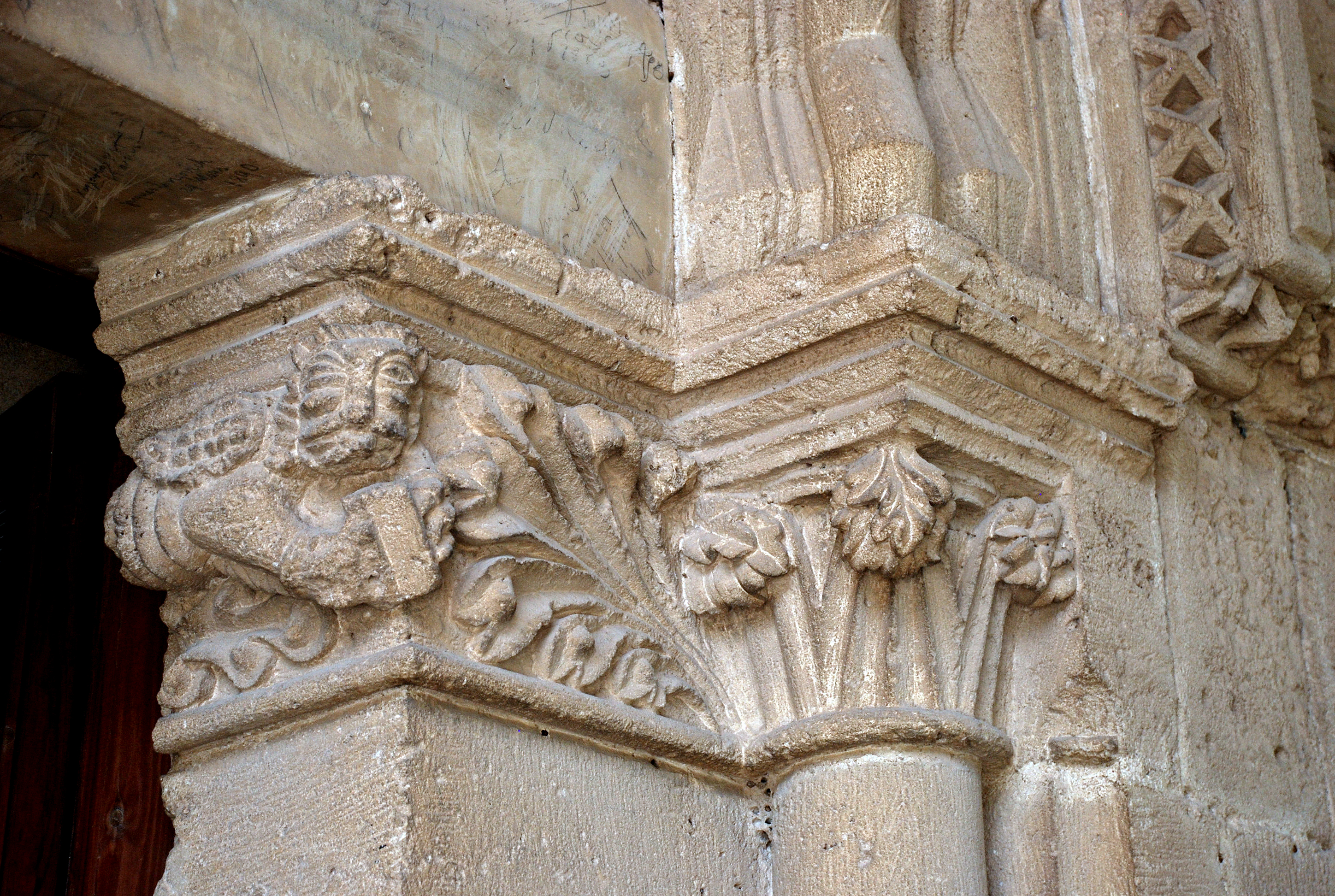
Un chapiteau à l'abbaye de la Belle Paix, Chypre.

Hugues de Fosses doit aussi lutter contre Gautier de Mortagne, successeur de Barthélémy de Jur sur le siège épiscopal de Laon, qui souhaite récupérer certaines donations faites par son prédécesseur. Il meurt le 10 février 1161, à la tête d'un ordre comptant alors 120 abbayes.
L'ordre de Prémontré s'implique profondément dans les croisades aux XIIe et XIIIe siècles. Le fondateur Norbert de Xanten compte Godefroy de Bouillon dans sa parenté, et c'est sous son successeur Hugues, que l'ordre prend pied en Terre sainte avec la fondation en 1141 de l'abbaye Saint-Samuel, au lieu-dit Nebi Samwil, offert par Baudouin II de Jérusalem à Bernard de Clairvaux, et par ce dernier à Hugues de Fosses. La communauté est massacrée en 1187 par Saladin, les survivants se repliant à Saint-Jean-d'Acre. L'abbé général Gervais de Chichester promeut le départ en croisade par des tournées de prédications. Un chanoine prémontré, Amalric, est nommé en 1152 évêque de Sidon. Lors de la chute de Saint-Jean d'Acre en 1291, l'abbé Gilles de Marle est supplicié devant ses 26 religieux pour les pousser à apostasier, mais ceux-ci refusent et sont mis à mort à leur tour. L'ordre ne se résigne cependant pas à la perte des lieux saints, et cherche à s'établir à proximité, ce qui est la raison de la fondation des abbayes de la Belle-Paix à Chypre et de Kalávryta dans le Péloponnèse. Parmi les abbés prémontrés ayant marqué les premiers temps de l'ordre, beaucoup sont d'anciens croisés entrés dans la vie religieuse après une carrière militaire, à l'instar de Gilbert de Neuffonts ou de Hroznata d'Ovenec.

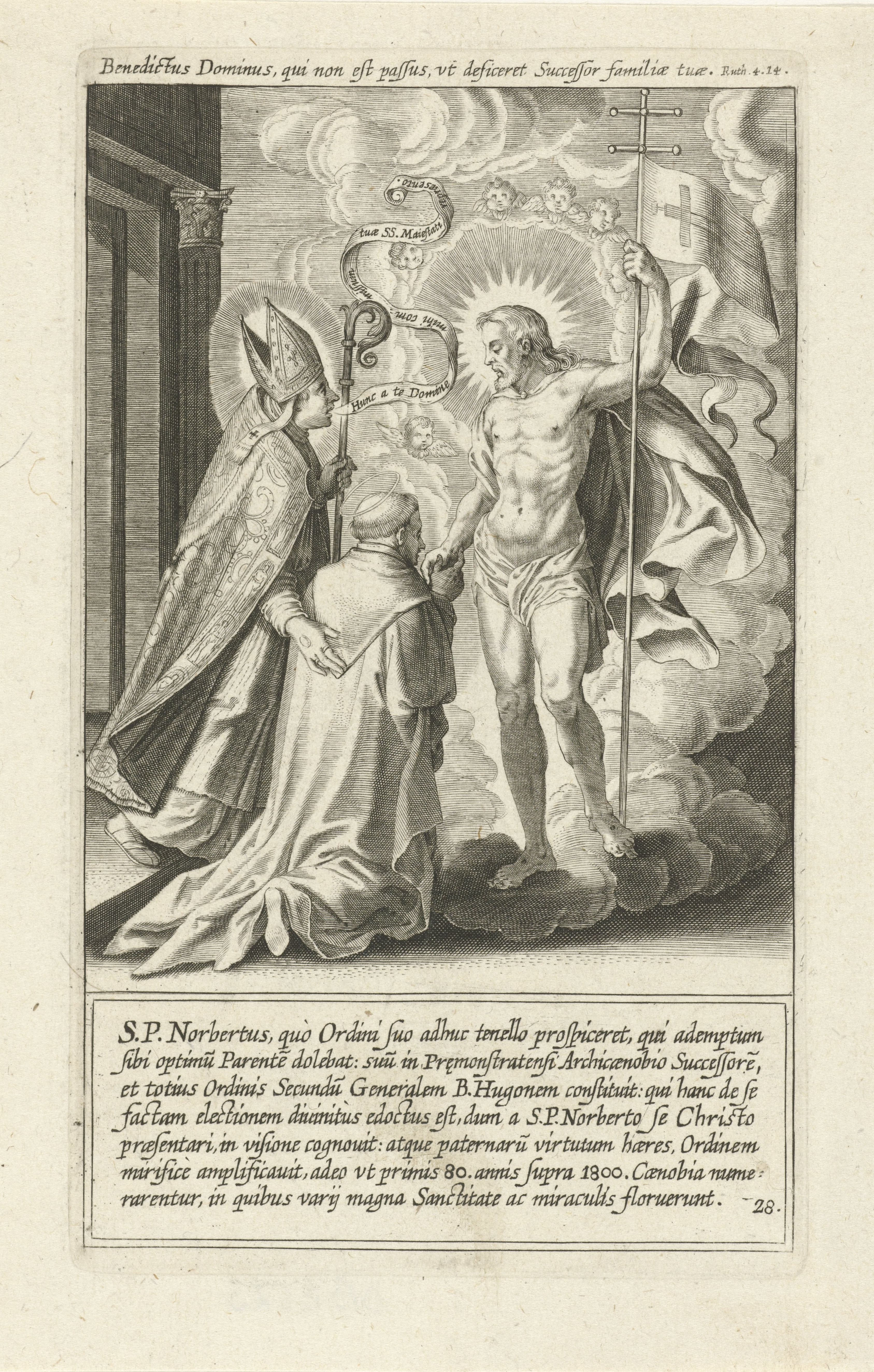
Norbert présente son successeur Hugues au Christ. Gravure flamande de 1622.

L'ordre continue de se structurer et d'essaimer sous les abbatiats des abbés généraux succédant à Hugues de Fosses. La fonction d'abbé général est alors nouvelle dans l'Église, ayant été inventée par l'ordre de Cîteaux, ce qui entraîne des difficultés avec les abbés jaloux de leur autonomie, d'autre tiennent à ce que l'ordre de Prémontré se répand vite dans des pays de peuplements et d'usages différents. Néanmoins l'ordre continue son essor avec, au tournant du XIIe siècle et du XIIIe siècle, la fondation entre autres des abbayes d'Averbode, de Strahov, Grandchamp, Mondaye, Beauport, La Lucerne, La Belle Paix... L'ordre compte alors plus de 1 000 abbayes et prieurés, sans compter les établissements moins importants, en France, Saint-Empire, Angleterre, Suisse, Autriche, Hongrie, Espagne, Portugal, Pologne, péninsule italique, possessions vénitiennes en Grèce, et États latins d'Orient. Souvent, ces maisons ne sont pas nouvelles, mais sont le résultat de l'agrégation à l'ordre de communautés de chanoines souhaitant embrasser un mode de vie réformé, comme celles fondées à Cuissy par Luc de Roussy, ou à Hallum par Frédéric Feikone (en). Le cas existe aussi d'évêques affiliant leur chapitre cathédral à Prémontré.
Plusieurs figures de sainteté marquent l'ordre au Moyen Âge, comme Hermann Joseph de Steinfeld, par ailleurs auteur de poèmes sacrés qui le rattachent à la mystique rhénane. La chanoinesse Bronislave de Kamien s'illustre par sa proximité aux pauvres, et, avec son cousin Hyacinthe de Cracovie, joue un rôle important dans l'introduction de l'ordre Dominicain en Pologne.
L'ordre de Prémontré compte aussi des figures intellectuelles de valeur, comme Philippe de Harveng, auteur de traités de théologie et de commentaires exégétiques, Jean de Sacrobosco, mathématicien et astronome, Adam Scot, exégète et auteur d'ouvrages de spiritualité... Outre des traités théologiques, le chanoine soissonnais de Saint-Jean-des-Vignes Hugues Farcit rédige un recueil en latin de miracles attribués à l'intercession de la vierge Marie dont Gautier de Coinci tirera ses célèbres Miracles de Nostre Dame, ainsi qu'un traité original, l'Otium, contenant une forme d'autobiographie introspective extrêmement original pour cette période.

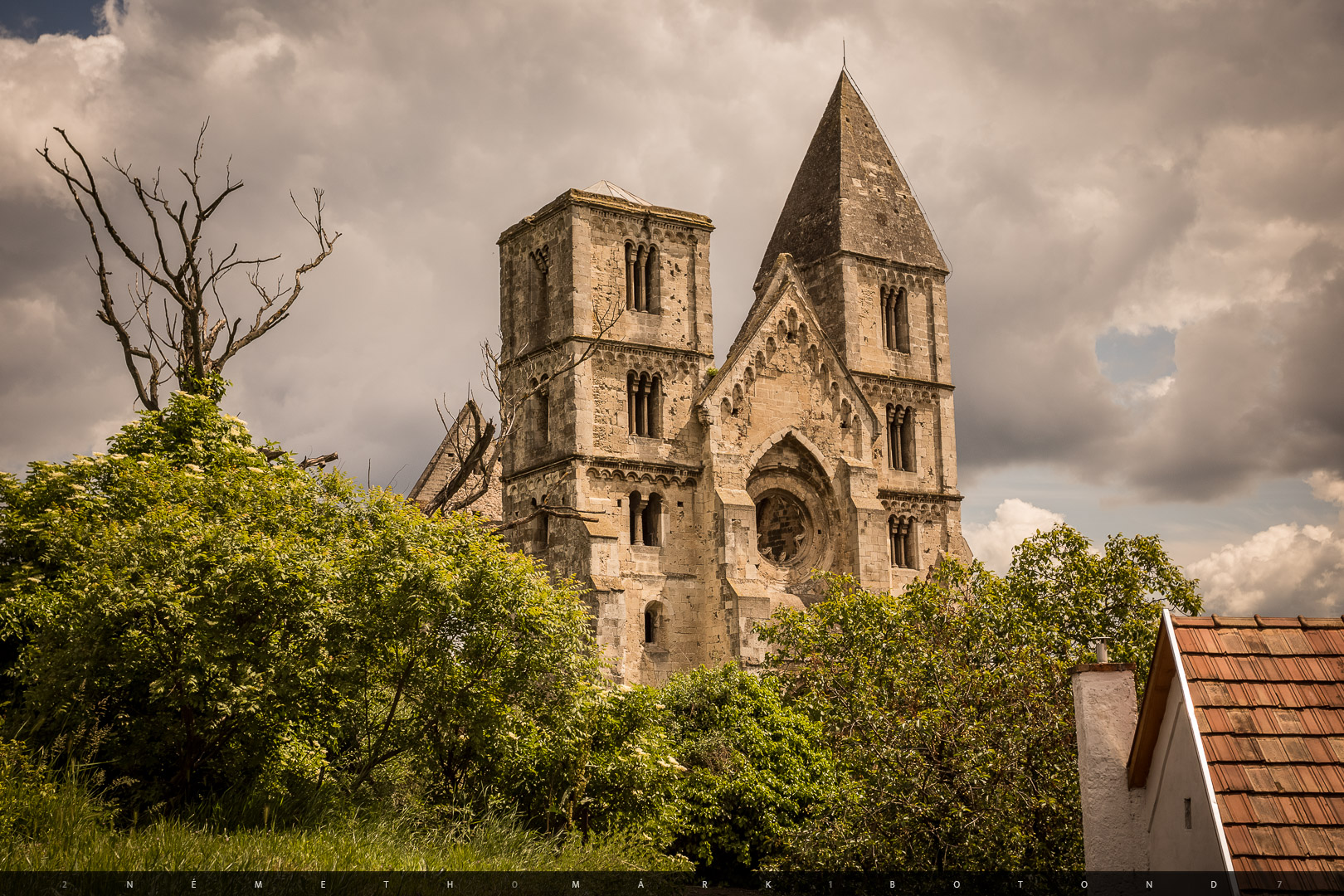
Ruines de l', Hongrie.

En 1236, le pape Grégoire IX intervient directement dans le gouvernement de l'ordre et obtient du chapitre général une réforme de ses statuts. L'intention du pape est de renforcer le gouvernement central de l'ordre, obtenir une uniformité d'us et de coutumes en matière liturgique, accroître les possibilités pour les chanoines d'accomplir un ministère paroissial, et régler définitivement la question de l'éloignement des communautés de chanoinesses de celles de chanoines. Les papes Alexandre IV, Urbain IV, et Nicolas IV font de même, si bien qu'une nouvelle rédaction des statuts est promulguée en 1290. Alors que l'ordre est jusqu'alors essentiellement contemplatif, ces changements dans les statuts transforment définitivement les chanoines prémontrés en clergé paroissial, si bien qu'au milieu du XIIIe siècle, plus de 700 paroisses sont confiées à l'ordre. Ces changements apportés à la mission de l'ordre ne touchent pas les communautés féminines, qui continuent à se consacrer exclusivement à la vie contemplative.
Au XIIIe siècle, l'ordre compte plusieurs abbés généraux notables, dont Gervais de Chichester, grand pénitencier du pape Innocent III et promoteur de la croisade, avant d'être nommé évêque de Séez par le pape Honorius III. C'est sous l'abbatiat de son successeur Conrad Suève que l'ordre se divise en deux factions, les abbayes dépendant de celle de Magdebourg ayant apporté des changements aux statuts et à l'habit. Un compromis est trouvé en 1228, mettant les abbayes de Magdebourg et de La Chaise-Dieu sous la juridiction de l'évêque de Magdebourg. C'est également sous l'abbatiat de Conrad que l'ordre reçoit l'abbaye Saint-Alexis sur l'Aventin à Rome. Jean de Rocquigny reçoit la charge d'abbé général en 1247, et restaure la discipline dans les monastères de l'ordre. Grand intellectuel, élève d'Alexandre de Hales, c'est lui qui fonde en 1252 le collège des Prémontrés de Paris afin de permettre aux étudiants de l'ordre de suivre des cours à la faculté de Paris.

### Crises et décadence

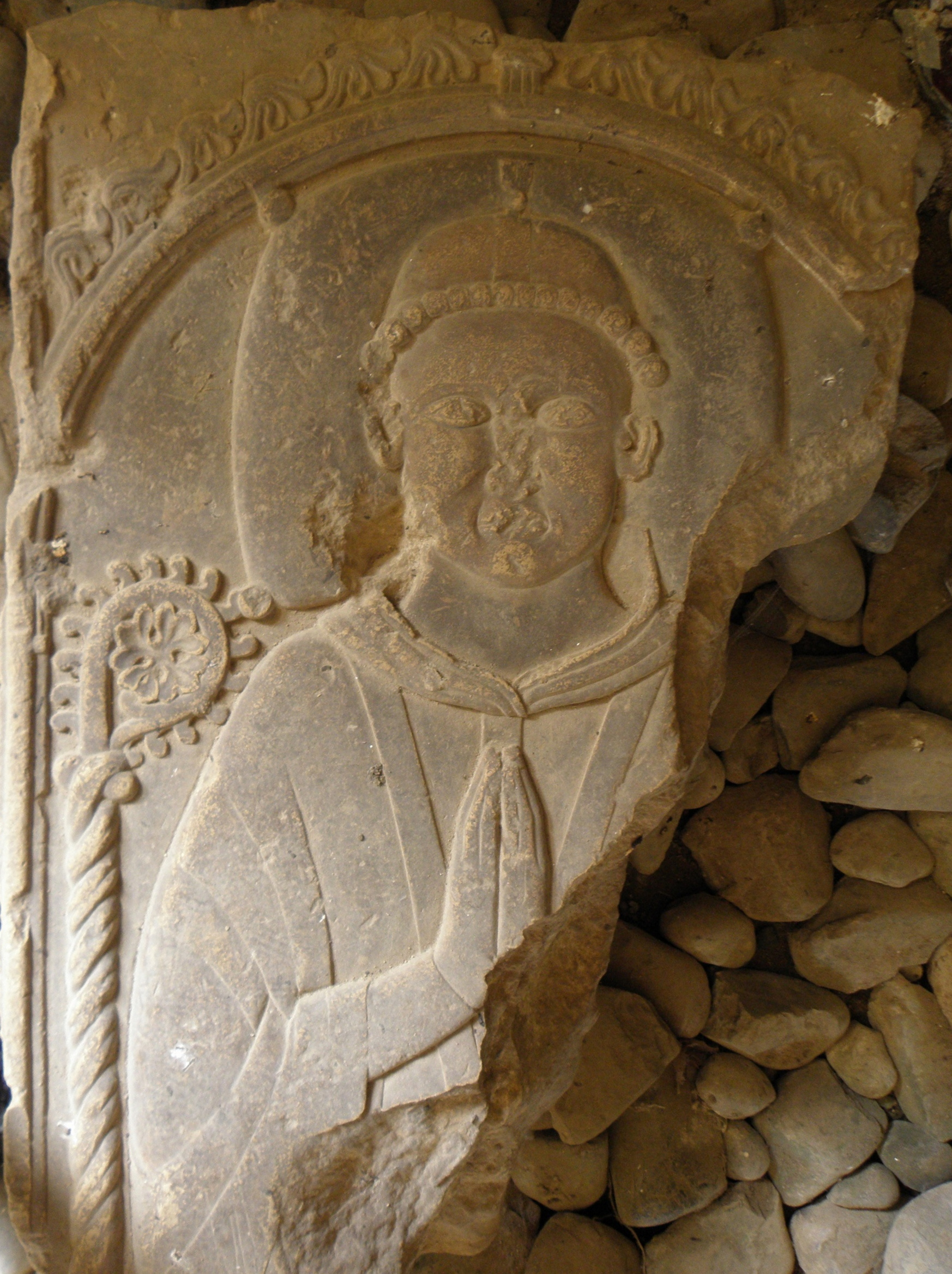
Gisant d'un abbé prémontré portant la crosse à l'abbaye de Beauport.

La mort de l'abbé général Jean de Rocquigny en 1269 marque la fin de l'apogée de l'ordre. Celui-ci entre en crise, sous la double pression d'une part d'événements politiques et religieux externes à l'ordre comme la guerre de Cent Ans, le Grand Schisme d'Occident, et la Réforme protestante ; et d'autre part de tendances internes à l'ordre comme la mise en commende des abbayes, le manque de discipline, et les tendances centrifuges d'abbayes regroupées en fédérations nationales, les circaries.
En 1290, l'abbé général Guillaume de Louvignies promulgue une nouvelle édition des statuts de l'ordre, enrichies de nouvelles dispositions, ce qui tend à montrer l'inadéquation des statuts primitifs à un ordre aussi nombreux. Témoignage aussi d'une crise de l'ordre, le refus obstiné des abbés d'Angleterre d'assister aux chapitres généraux. Un compromis est atteint en 1316, ne les y obligeant que l'année suivant leur nomination, afin d'y prêter serment. Le chapitre général de 1320 se résout à regrouper les monastères, devenus trop nombreux, en circaries, c'est-à-dire provinces formées sur une base géographique ou linguistique. Cela entraîne cependant des évolutions différentes dans les circaries, et une difficulté à garder l'ordre uni.

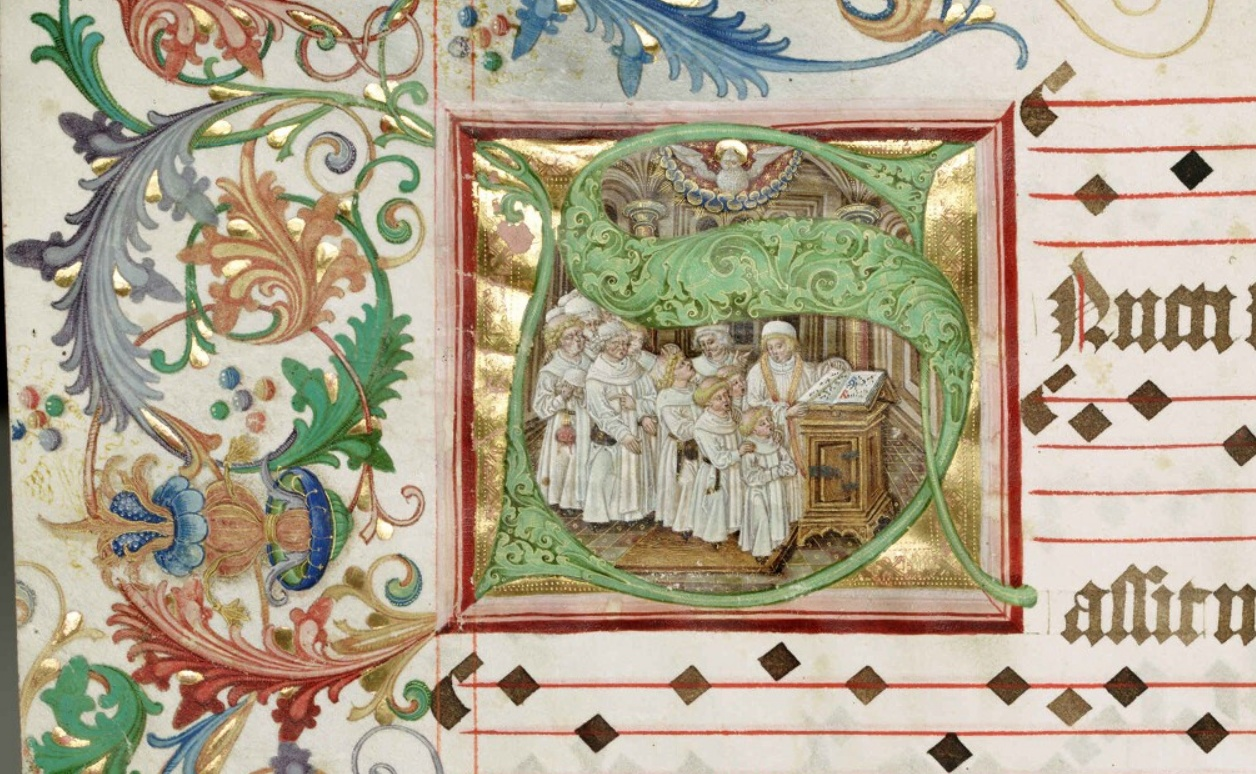
Prémontrés chantant,, XVe siècle.

Sous Jean VII, abbé général entre 1391 et 1409, l'usage de la mitre et de la crosse pour les abbés de l'ordre se répand, ce qui est une entorses aux antiques traditions de simplicité et d'humilité. L'apparition des ordres mendiants au XIIIe siècle, exempts de l'autorité épiscopale par le fait de privilèges obtenu directement du pape, suscite la jalousie des ordres monastiques et canoniaux plus anciens, qui cherchent à obtenir à leur tour la précieuse exemption. En 1409, les Prémontrés l'obtiennent en totalité du pape Alexandre V, qui exempte l'ordre de toute juridiction des patriarches, archevêques, évêques, et autres ordinaires. Le gouvernement de l'ordre en devient plus facile, mais cette mesure le prive du soutien matériel et moral des évêques qui répugnent à favoriser l'établissement de communautés dont le gouvernement leur échappe totalement.

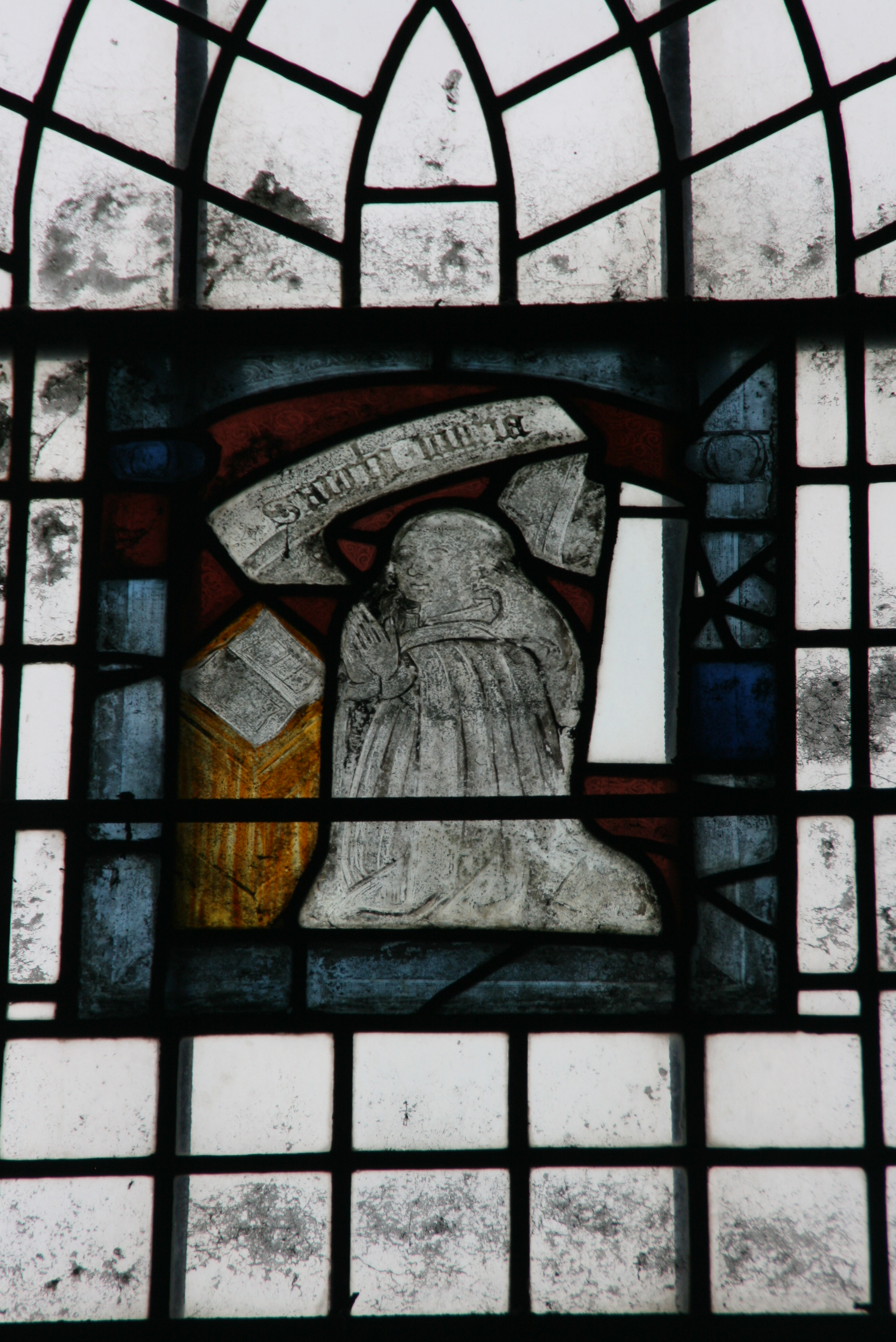
Prémontré en prière, vitrail du XVe siècle,, Angleterre.

Jean de la Fère, abbé général entre 1436 et 1443 reçoit en 1438 une lettre énergique du pape Eugène IV ordonnant au chapitre général de corriger les abus et de réformer l'ordre, mais ni lui ni son successeur Pierre Rodier ne parviennent à imposer leur autorité aux abbés. Leur successeur Jean Aguet est plus heureux dans ses tentatives, et son abbatiat inaugure une période faste pour l'abbaye de Prémontré qui voit le nombre de ses religieux augmenter rapidement, et la construction de nouveaux bâtiments. Aguet lutte en particulier contre le pécule, c'est-à-dire l'habitude pour les chanoines de conserver une part de leurs biens personnels, et même de l'accroître, en totale contradiction avec la règle de saint Augustin. Il prend des mesures fortes contre cette déviance, sanctionnée par la peine d'excommunication, au chapitre général de 1451.
Malgré un fléchissement dans l'observance religieuse et les vocations, l'ordre fonde dans cette période quelques abbayes nouvelles, Sainte-Catherine d'Oosterhout en 1271, Sandecez et le Jardin-Fermé en 1410, Genlis en 1421 et Harbingoth en 1442. Mais à partir de 1420, les guerres de religions entre hussites et catholiques détruisent vingt monastères de Bohème, de Moravie et d'Autriche, et les religieuses prémontrées de Doksany sont massacrées. L'abbaye de Strahov, l'une des plus importantes de Bohème, est entièrement détruite en 1420. L'évêque prémontré de Prague, Johann von Bucka, s'illustre dans ce conflit en prenant lui-même les armes.

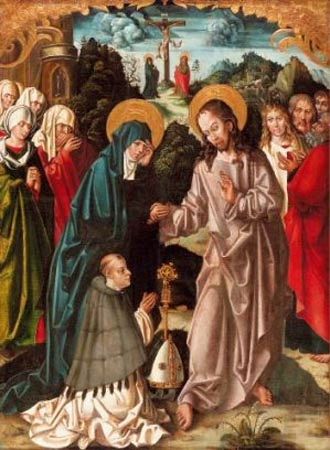
Jakub Paulewski, abbé d'Ołbin (Silésie) entre 1505 et 1515, représenté comme donateur sur une peinture funéraire anonyme.

Pressentant le danger, Hubert de Mont-Hermer, exceptionnellement nommé abbé général par le pape Sixte IV sans élection préalable par le chapitre général, obtient de ce dernier en 1476 une défense expresse de soumettre les abbayes prémontrées au régime de la commende. Cela n'est pas suivi d'effet, et les abbayes de Tongerlo, Saint-Michel d'Anvers, et Grimbergen tombent en commende dès l'année suivante. Celle d'Ardenne suit en 1515, et l'abbaye-mère de Prémontré fait de même en 1533, malgré les démarches de Nicolas Psaume, alors abbé de Saint-Paul de Verdun, pour l'empêcher. Le mouvement devient en effet général dans le royaume de France à la suite du concordat de Bologne de 1516, le roi usant des bénéfices ecclésiastiques comme moyen de récompenser ses partisans, ou de susciter la loyauté chez ceux qui ne le sont pas. La rapacité des commendataires ruine les abbayes, et nuit à la vie religieuse, à tel point qu'il n'est parfois même plus possible d'accueillir des novices, comme c'est le cas en 1553 à Prémontré. Le règne du roi Louis XI voit l'abbé général des Prémontrés, Hubert Gobert, entrer au conseil royal. La mise en commende des abbayes prémontrées atteint l'Écosse en 1400, la Hongrie et la Pologne au milieu du XVe siècle, ainsi que l'Italie où elle est rapidement cause de la disparition de toutes les maisons prémontrées.
En 1498, le chapitre général tenu à Saint-Martin de Laon sous la présidence de Jean de l'Ecluse reçoit une lettre du roi de France Charles VIII lui intimant de restaurer la discipline dans l'ordre, en particulier quant à la clôture monastique, le célibat, l'observance de la règle de saint Augustin, et l'abstinence de viande. Cette lettre est assortie de la menace de confier la réforme de l'ordre à d'autres religieux si les abbés s'en désintéressent. Mais en 1503, le pape Jules II approuve une nouvelle législation plus permissive quant à l'abstinence, et donne au chapitre général les pouvoirs les plus étendus pour modifier les anciens statuts de l'ordre.

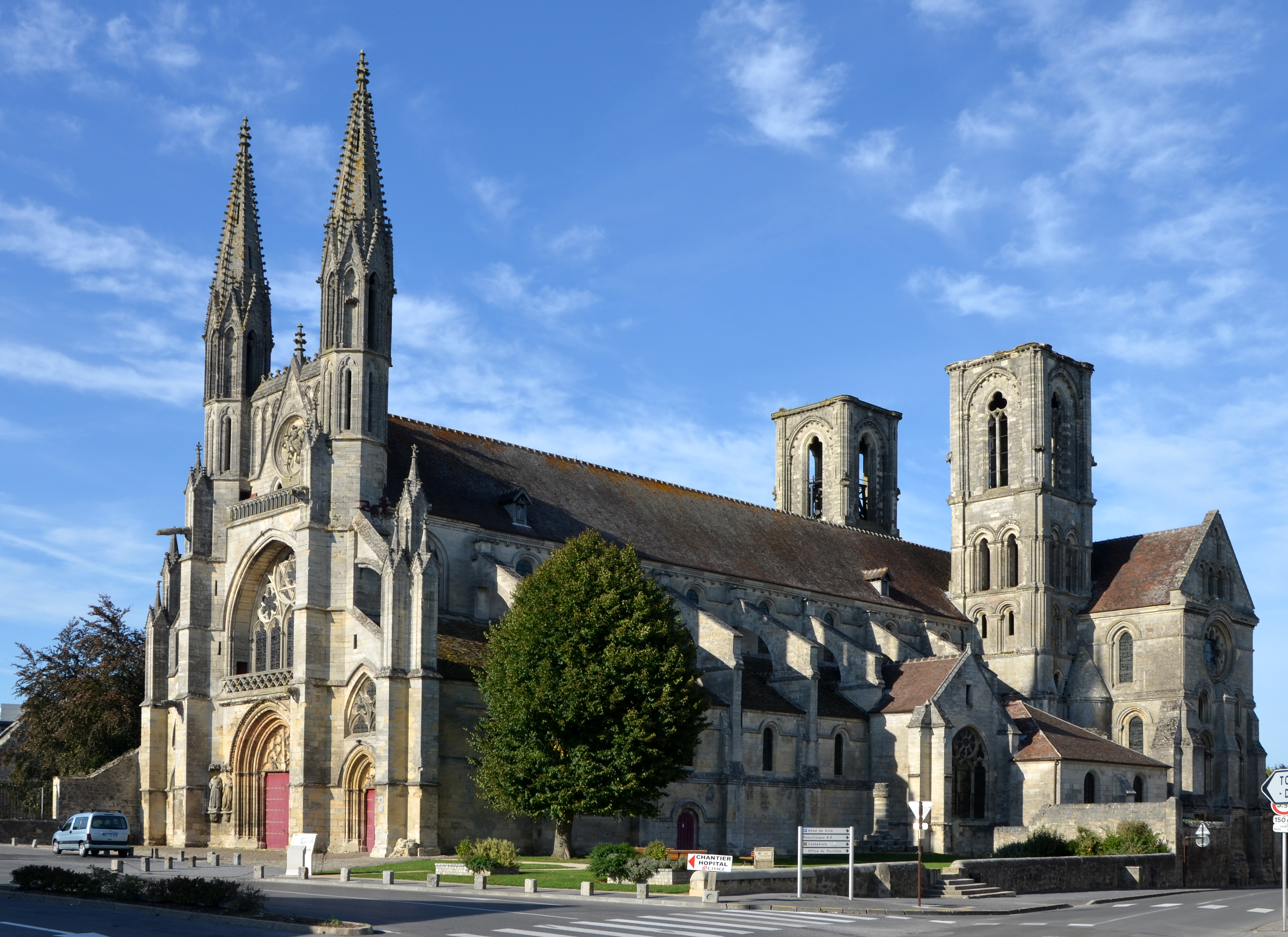
L'abbatiale Saint-Martin de Laon, où se tient le chapitre général de 1498.

Les grands désordres constatés dans l'ordre de Prémontré, fort répandu en Allemagne, comptent parmi les causes du succès de la Réforme luthérienne dans ces contrées. Dès 1528, sous le landgrave Philippe de Hesse, la sécularisation atteint les monastères de Hesse, du duché de Würtemberg, du Palatinat, de Saxe, et de Brandebourg. Seul celui de Magdebourg subsiste en Allemagne centrale. Ceux de Poméranie et de Norvège sont aussi perdus pour l'ordre au fur et à mesure que les monarques d'Europe du Nord choisissent la Réforme et l'imposent au clergé et au peuple, selon le principe communément admis : Cujus regio, ejus religio. Les religieux chassés se réfugient dans des États catholiques ou abandonnent leur vocation.
En Hongrie, c'est l'invasion ottomane qui entraîne la destruction des nombreuses abbayes prémontrées. Tous les religieux de l'abbaye de Magnovarad sont ainsi massacrés en 1526 à la suite de la prise de Nagyvarad et de la mort du roi Louis II. En 1536, le roi Henri VIII d'Angleterre supprime les 67 établissements prémontrés du pays ainsi que le chapitre régulier affilé à Prémontré de la cathédrale de Withorne lors de la dissolution des monastères. Le dernier prieur de Withorne, Malcolm Flemming, est emprisonné à vie en 1563 pour avoir célébré une messe catholique. En 1580, John Kieran, abbé de la Sainte-Trinité de Killeshandra, est mis à mort à Dublin sous le vice-roi Arthur Grey. Dans le Béarn, l'abbaye Saint-Jean de la Castelle est prise par les Huguenots en 1559 et les religieux brûlés vifs.

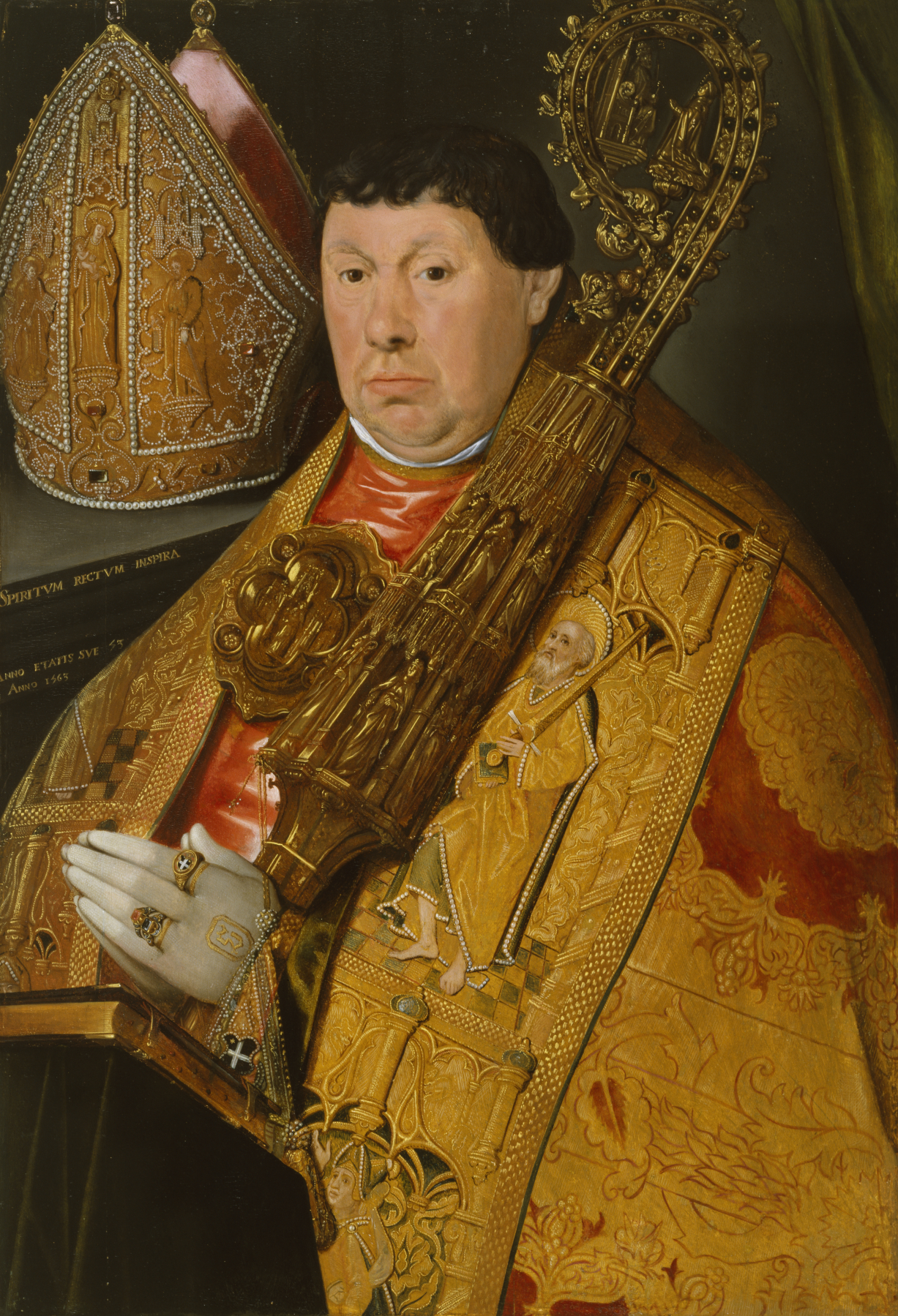
Nicolas à Spira, abbé de Grimbergen entre 1543 et 1568, peint par Jacques de Poindre.

En 1561, le colloque de Poissy réunissant les cardinaux et les évêques de France supplie le pape de faire cesser la commende de l'abbaye de Prémontré. L'abbé commendataire Francesco Pisani prend alors peur, et remet sa charge à Hippolyte d'Este, cardinal de Ferrare et légat du pape en France, qui prend aussitôt le titre d'abbé de Prémontré. La commende ne cesse pourtant pas, mais le cardinal d'Este permet à l'ordre de retrouver un fonctionnement plus habituel. Le pape Pie IV ainsi que le chapitre général de 1564 approuvent cette nomination. Gilbert de Tournebulle, abbé de Montcetz, est désigné comme vicaire général pour gouverner l'ordre au nom d'Este. Enfin, en 1573, la commende cesse définitivement à Prémontré, avec l'élection de l'abbé général Jean Despruets, confirmée par le pape Grégoire XIII.
Les troubles atteignent la circarie de Hollande en 1580. Guillaume le Taciturne soulève les populations des Pays-Bas contre les Habsbourg, et cette révolte a aussi un caractère religieux marqué, les révoltés prenant cause pour la Réforme dans sa version calviniste. 42 abbayes sont dispersées et détruites, dont l'abbaye de Middelbourg, à la bibliothèque réputée dans toute l'Europe. Plusieurs religieux trouvent la mort dans ces épisodes violents, dont les martyrs de Gorcum, et de nombreux autres.
Malgré ces siècles difficiles, l'ordre de Prémontré continue de produire des intellectuels de valeur, comme l'helléniste Jean Haberckalt, abbé de Marchtal, les exégètes Guillaume Ulin, Pierre de Herrenthals et Thomas l'Hureux, les historiens Wugenhall et Héthoum de Korikos. L'ordre fonde des collèges auprès des universités de Salamanque en 1568 et de Louvain en 1571. Des évêques réformateurs sortent aussi des rangs de l'ordre, comme Nicolas Psaume, évêque de Verdun, père conciliaire au concile de Trente et ami d'Ignace de Loyola.

### Les Prémontrés dans la Réforme catholique

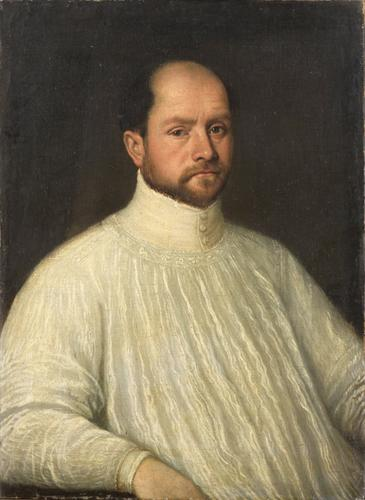
Leandro Bassano, portrait d'un prémontré.

Les décrets disciplinaires du concile de Trente s'attaquent vigoureusement à la réforme des ordres religieux, en donnant aux supérieurs et aux évêques les moyens hiérarchiques nécessaire pour ce faire. Nicolas Psaume, religieux prémontré et évêque de Verdun est d'ailleurs l'un des pères conciliaires ayant accordé son attention à la question des ordres religieux.
Lorsque Jean Despruets est élu abbé général en 1573, il trouve un ordre désorganisé par l'absence d'abbé général depuis 32 ans, affaibli par les infidélités à la règle, et l'influence de la Réforme protestante. Sa première action est de mener des visites canoniques en France, Allemagne, et Lorraine, et d'imposer la discipline canoniale dans toutes les abbayes où des déviances sont constatées. Ce mouvement entraîne cependant une certaine fracture de l'unité de l'ordre en congrégations ayant des statuts divers et des observances différentes. La canonisation de Norbert de Xanten en 1582 par le pape Grégoire XIII aide à stimuler le désir de conformité au charisme originel dans l'ordre.
La circarie de Bohême acquiert la première une particularité, une réforme émanant de l'abbaye de Teplá à la fin du XVe siècle influençant notablement les autres abbayes prémontrées de la région. En Rhénanie, un retour à la règle originelle s'opère entre 1540 et 1582 sous l'impulsion de Jacques Panhausen, abbé de Steinfeld.

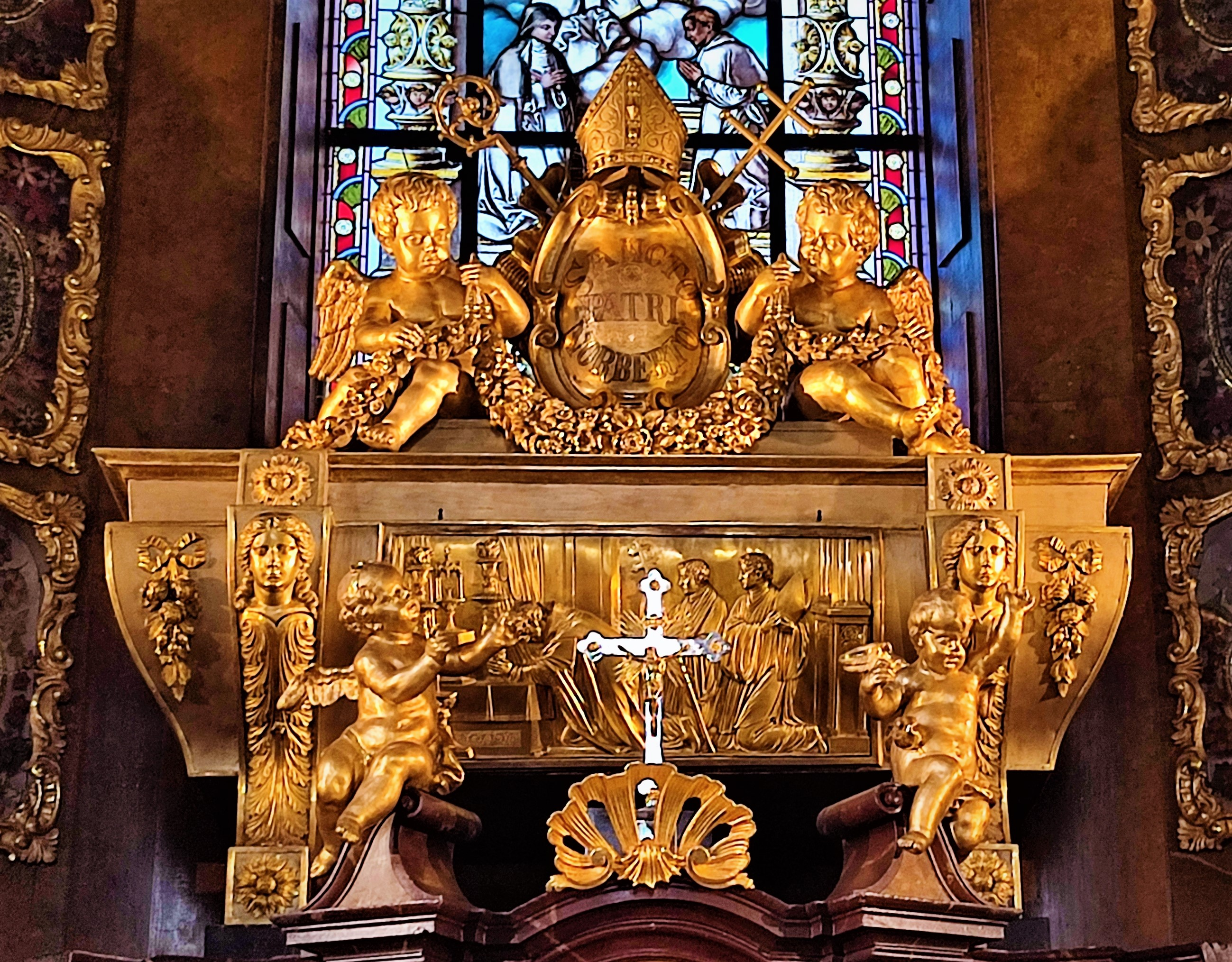
Tombeau de Saint Norbert en l'abbaye de Strahov.

En Espagne, l'ordre résiste à un projet de fusion avec les Hiéronymites porté par le roi Philippe II, et entreprend de se réformer lui-même. De ce fait, la visite de l'abbé général entre en collision avec cette réforme entamée par Diego de Mendieta, abbé de Saint-Michel de Treviño, et s'inspirant fortement des ordres mendiants. Ainsi Mendieta supprime l'élection des abbés à vie, ceux-ci n'exerçant désormais leur charge que pendant 3 ans non renouvelables. Un compromis est trouvé, et des statuts propres à la congrégation d'Espagne sont approuvés en 1580 par Despruets et le pape Grégoire XIII. La circarie d'Espagne est à partir de ce moment gouvernée par un vicaire ayant les mêmes pouvoirs que l'abbé général, et s'abstient de prendre part aux chapitres généraux. La circarie de Hongrie connaît elle aussi un effort de réforme particulier promu par Ferenc Fegyverneky, prévôt de l'abbaye de Sag et visiteur général de l'ordre entre 1510 et 1535.
En 1582, le même pape Grégoire XIII autorise le culte liturgique de saint Norbert et fixe sa fête au 6 juin. Despruets en compose l'office, qui est approuvé par le chapitre général de 1584. Il se consacre aussi à l'écriture d'opuscules d'apologétique contre les thèses protestantes. En 1627, le corps de saint Norbert est transféré par Johann Lohel depuis Magdebourg, dont l'abbaye est alors tombée aux mains de chanoines luthériens, jusqu'en l'abbaye de Strahov sur ordre de l'empereur Ferdinand II, qui fournit les saufs-conduits nécessaires à cette mission délicate.

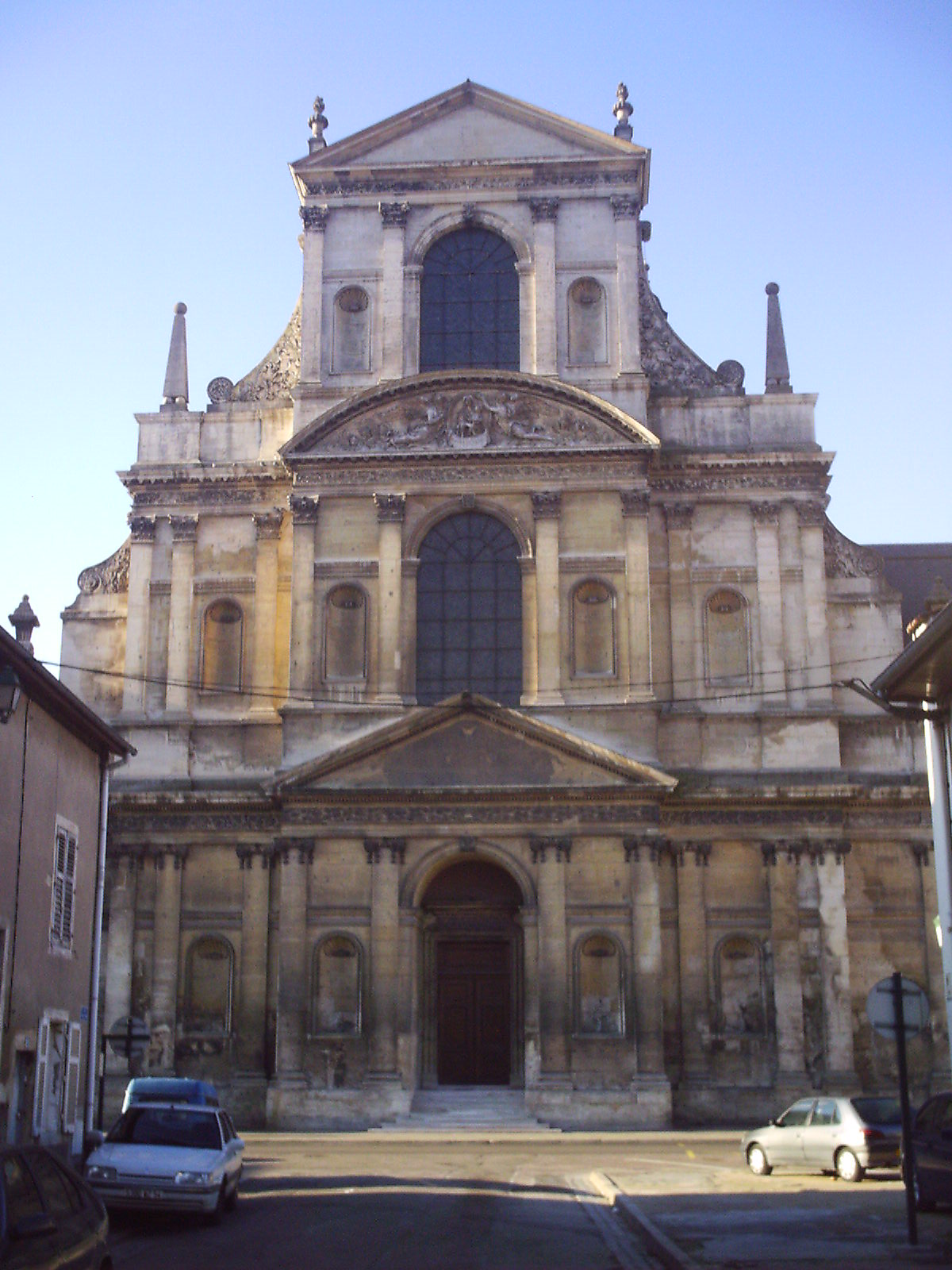
L'architecture classique de style jésuite de l'abbaye de Pont-à-Mousson.

La Lorraine devient un autre foyer de réforme de l'ordre de Prémontré avec le prieur de Saint-Paul de Verdun, résidant à Sainte-Marie-au-Bois, Servais de Lairuelz, initiateur de la « réforme de Lorraine ». Ami de Pierre Fourier et de Didier de La Cour, admirateur des Jésuites, il déplace en 1608 son abbaye tout entière à Pont-à-Mousson, afin de bénéficier de la proximité de l'université établie dans cette ville par la Compagnie de Jésus. Il entraîne dans sa « Congrégation de l'Antique rigueur » une quarantaine d'établissements de prémontrés dont la nouvelle abbaye Sainte-Marie-Majeure de Pont-à-Mousson devient l'abbaye mère. L'abbé général Pierre Gosset encourage cette réforme, et, voyant qu'il ne parvient pas lui-même à réformer l'ordre dans son entièreté, obtient du pape Paul V que la nouvelle congrégation soit soustraite à la juridiction du chapitre général, pour être gouverné par un chapitre particulier présidé par l'abbé général. Cette réforme se propage en Lorraine et en Normandie, 42 monastères l'adoptant, comme Étival, Sainte-Odile, Mondaye... Elle s'inspire en grande partie des constitutions de la Compagnie de Jésus, portant atteinte par le fait même à certaines observances de l'ordre de Prémontré, comme la stabilité des chanoines dans leur abbaye.
Le reste de l'ordre est finalement réformé lorsque le chapitre général de 1630 promulgue une révision des statuts basée sur le texte primitif, augmenté de quantités d'exhortations pieuses. Lorsque l'abbé général Pierre Gosset meurt en 1635, deux chapitres rivaux élisent, l'un Pierre Desban, abbé de Pont-à-Mousson, l'autre le cardinal de Richelieu. Le pape ne confirme ni l'un ni l'autre, et la vacance se prolonge jusqu'à la mort du cardinal en 1642, qui restitue peu avant de mourir les biens spoliés aux Prémontrés. La guerre de Trente Ans impacte défavorablement les nombreuses communautés prémontrées d'Allemagne du sud et du nord-est de la France. Ainsi, à Haguenau, après l'occupation de la ville par les troupes françaises en 1635, les Prémontrés du monastère d'Allerheiligen en Forêt-Noire, rachètent l'église et le couvent et reprennent leur service à l'église Saint-Nicolas.

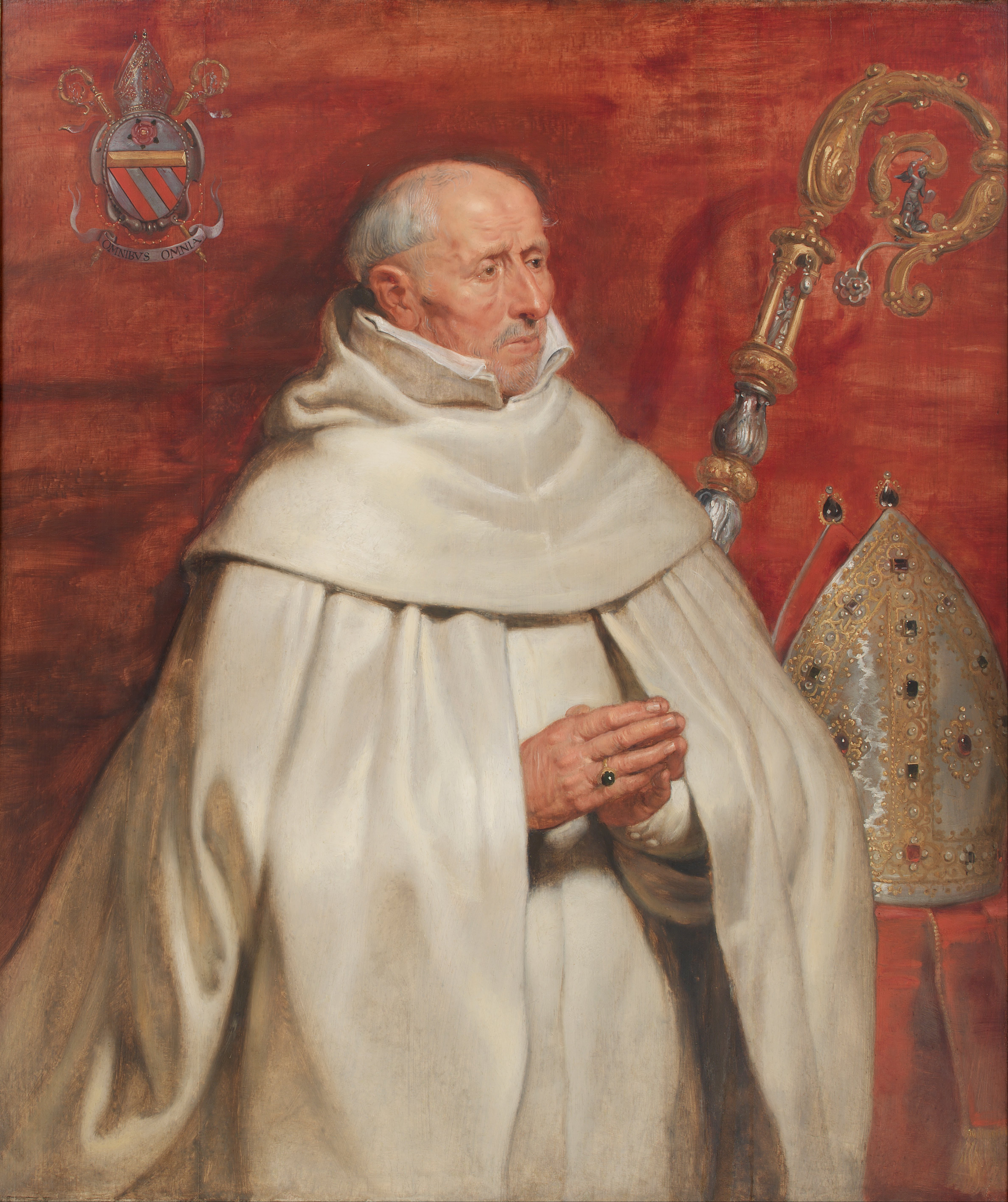
Matthieu Yssrelius, abbé de Saint-Michel d'Anvers, mécène de Rubens, peint par ce dernier.

Lorsque l'abbé général Augustin Le Scellier renonce à sa charge en 1666, il nomme pour successeur Michel de Colbert-Terron, docteur en Sorbonne et parent du ministre Jean-Baptiste Colbert. Cette désignation irrégulière est annulée par le pape Clément IX, avant d'être finalement confirmée sur les instances du roi Louis XIV désirant voir un Colbert abbé général des Prémontrés. Le nouvel abbé est critiqué pour son train de vie fastueux, et suscite par opposition une réforme austère qui prend sa source à l'abbaye du Mont-Saint-Martin. Le successeur de Colbert, Claude de Muin, est à l'origine d'importants travaux de reconstruction de l'abbaye de Prémontré. Il lutte également avec succès contre le jansénisme, qui a peu de partisans dans l'ordre.
L'ordre continue d'accorder au XVIIe siècle une grande importance aux études. En plus de ceux de Louvain et de Salamanque, des collèges universitaires prémontrés sont créés auprès des universités de Rome en 1618, Cologne en 1619, Douai en 1620, et Prague en 1637.
La participation de l'ordre de Prémontré à la Réforme catholique se manifeste aussi par le nombre d'évêques réformateurs originaires de l'ordre, comme Richard Redman (en) à Saint-Asaph, Nicolas Psaume à Verdun, ou Johann Lohel à Prague, ou d'auteurs spirituels comme Wilhelm Eiselin (de), Pierre de Waghenare, François Wennius, Francis Wichmans (en), Épiphane Louys ou encore Léonard Goffiné (en). Autre effort témoignant de l'importance accordée par l'ordre à la diffusion des idées de la Contre-Réforme parmi les laïcs, le tiers-ordre tombé en désuétude est restauré en 1751 par un bref d'approbation du pape Benoît XIV. Enfin, les Prémontrés espagnols participent à l'évangélisation du Nouveau-Monde, où certains reçoivent la charge d'évêque, comme Cristóbal Martínez de Salas (en) à Panama en 1625, ou Juan Benito Garet y Arlovi à León en 1708.

### L'ordre à l'époque des Lumières

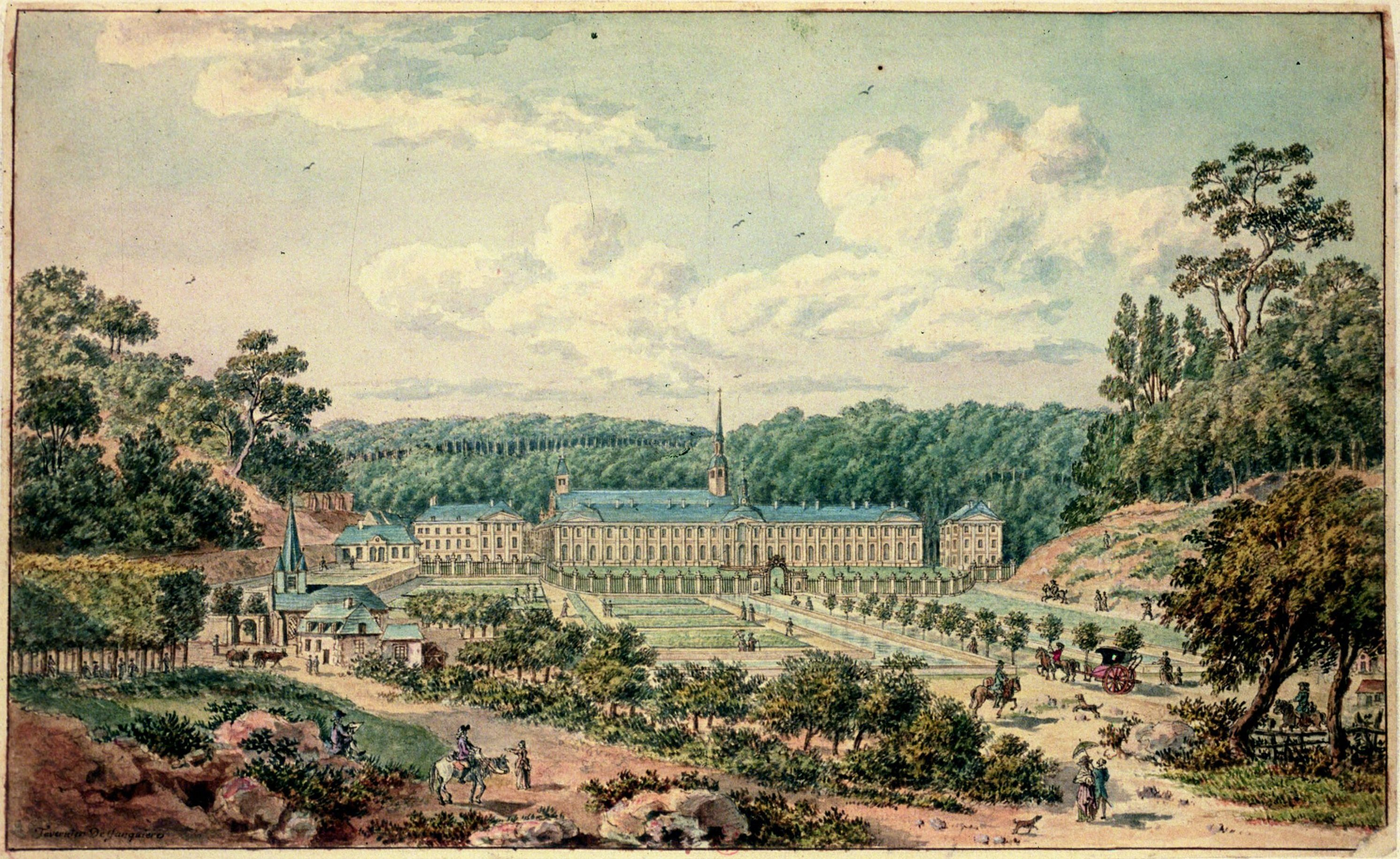
L'abbaye de Prémontré au XVIIIe siècle, par Tavernier de Jonquières.

Le XVIIIe siècle est une période importante pour l'histoire artistique et scientifique de l'ordre, qui participe pleinement au mouvement des Lumières, dans une optique chrétienne. De nombreuses abbayes, comme Prémontré, Mondaye ou encore Saint-Jean d'Amiens, sont complètement reconstruites dans le style classique qui devient l'une des marques de fabrique des Prémontrés. L'ordre enfante aussi des artistes de renom, tel le peintre Eustache Restout, chanoine de Mondaye, ou son frère le peintre et graveur Jacques Restout.
Le surgissement du despotisme éclairé comme système politique, supposant un contrôle total du monarque sur les institutions tant laïques que religieuses des États mène à la disparition du chapitre général de l'ordre, une telle institution transnationale n'étant plus acceptable pour les différentes monarchies européennes. Il se réunit une dernière fois en 1738 sous la présidence de l'abbé général Claude de Muin, avant d'être remplacé par des chapitres nationaux. Le même abbé général lance une réforme de la liturgie prémontrée. Cette nouvelle liturgie, calquée sur le missel et le bréviaire parisiens, est promulguée en 1786, marquant un certain abandon du patrimoine liturgique ancien propre à l'ordre, en tout cas en France car les autres circaries refusent ces innovations.

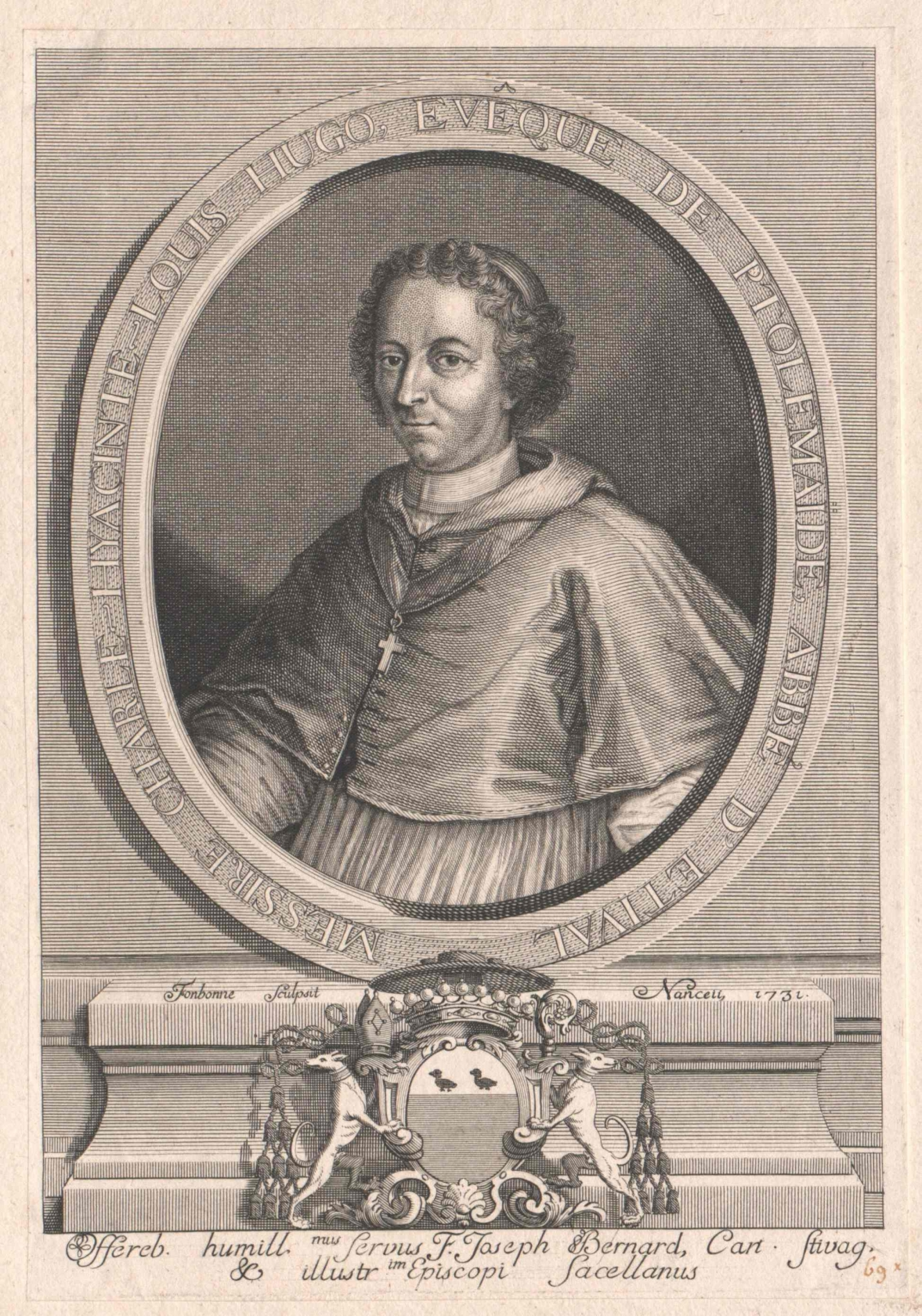
Charles-Hyacinthe Hugo, abbé d'Étival et évêque titulaire de Ptolémaïde.

Plusieurs prémontrés sont béatifiés ou canonisés au XVIIIe siècle, grâce à l'activité du procurateur général de l'ordre à Rome, Jean Mattens, et à l'amitié que le pape Benoît XIII porte à ce dernier. Le culte public de 7 bienheureux dont l'office avait déjà été publié sans autorisation dans le bréviaire de 1675 est ratifié en 1728, ainsi que la béatification d'Hermann Joseph de Steinfeld. Le pape se rend lui-même le 7 avril 1728 au collège prémontré de Rome afin d'y consacré des autels dédiés au bienheureux Hermann Joseph, aux deux martyrs de Gorcum saints Jacques et Adrien, et à saint Norbert.
L'ordre continue de rayonner intellectuellement, produisant des auteurs de valeur: le mariologue et auteur dramatique Sebastian Sailer (en), les historiens Jean Chrysostome Van der Sterre (en), Jaime Caresmar (es), Jean Le Paige, Claude de Vertot, Maurice du Pré, Charles-Hyacinthe Hugo... Godefroi Hermans, abbé de Tongerlo, sauve l'œuvre des Bollandistes en achetant leur bibliothèque en 1788. Des religieux scientifiques s'intéressent à l'astronomie comme Johann Zahn, Benoit Bayes et Alois Martin David, à la physique comme Procopius Divisch.
La musique est aussi un domaine particulier d'intérêt des Prémontrés au XVIIIe siècle. En France, l'abbé Remacle Lissoir fonde en son abbaye de Laval Dieu une école de musique qui forme notamment le compositeur Méhul. À Strahov en Bohème, les Prémontrés s'intéressent à la facture d'orgue. L'un d'eux, Franz Joseph Oehlschlägel, devient un facteur réputé. La même circarie de Bohême compte dans ses rangs les compositeurs de renom František Tůma et Joseph Siegmund Bachmann (en).

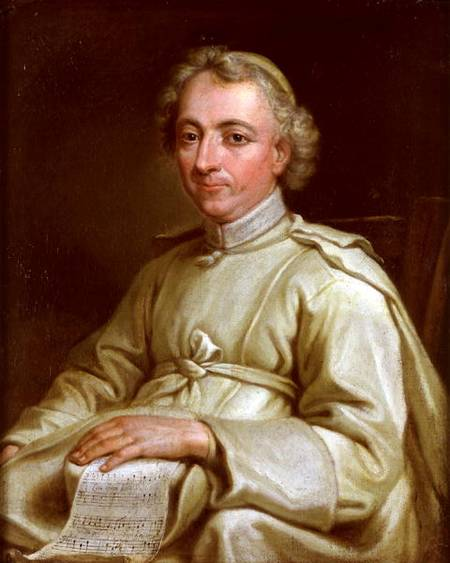
Portrait de chanoine prémontré peint par Eustache Restout.

Tout au long de ce siècle, la commende continue à impacter négativement l'ordre, un de ses effets étant le petit nombres de chanoines dans chaque abbaye, la portion congrue versée par le commendataire ne suffisant pas à assurer leur subsistance. Prémontré, l'abbaye-mère, n'en compte ainsi que 50 en 1768. Cependant, la discipline et la piété règnent. Augustin Calmet, visiteur de l'ordre au nom du pape, rend témoignage de la ferveur des Prémontrés dans son rapport.
Les réalisations artistiques, littéraires, et architecturales des Prémontrés au XVIIIe siècle sont les derniers feux de l'ordre dans l'Europe de l'Ancien Régime avant les grandes difficultés dues à l'hostilité de gouvernements inspirés par la tendance anticléricale de la philosophie des Lumières. D'autre part, ces mêmes gouvernements en difficultés financières chroniques dans le contexte du capitalisme naissant souhaitent s'approprier les nombreuses propriétés immobilières des ordres religieux.
Les premières oppositions se manifestent en France, avec l'institution de la commission des réguliers par le roi Louis XV. Dès 1750, une campagne de presse s'oppose aux ordres religieux, arguant de leur inutilité, et du faible niveau moral des religieux. La commission, composée uniquement d'archevêques, d'évêques, et de membres du conseil du roi, ne comporte aucun représentant des réguliers en question, et commence ses travaux en 1766. Celle-ci supprime d'autorité 10 monastères prémontrés, dont 8 le sont effectivement, et oblige les Prémontrés du royaume à réviser leurs statuts. L'ordre ne reste pas inactif devant ces vellélités de réforme extérieures, et entreprend lui-même un certain nombre de réforme sous l'abbatiat de l'abbé général Jean-Baptiste L'Écuy. Celui-ci consacre ses efforts à l'amélioration de la formation intellectuelle des jeunes religieux, et à la constitution de bibliothèques dans les abbayes de l'ordre.

Religieuse norbertine, gravure de 1785.

Les Prémontrés d'Autriche et des Pays-Bas autrichiens pâtissent quant à eux du joséphisme. Despote éclairé, l'empereur Joseph II impose au clergé ses idées rationalistes et utilitaristes inspirées des Lumières. Il se soucie à tel point d'organiser la vie religieuse de ses sujets qu'il reçoit le surnom d’ « empereur sacristain ». Il défend aux religieux de ses États de communiquer avec leurs supérieurs lorsque ceux-ci sont étrangers, et institue des séminaires généraux où tous les ordres doivent envoyer leurs étudiants. Les abbayes de l'ordre aux Pays-Bas autrichiens refusent, et plusieurs sont mises sous séquestre en guise de représailles. Elles sont également contraintes à se réunir en chapitres nationaux en 1782 et 1786. Les abbayes de Bavière et de Souabe sont toutes sécularisées à partir de 1769, et leurs propriétés confisquées.
Les abbayes se trouvant en Bohême se voient interdire de recevoir des novices en 1780, celles d'Autriche sont supprimées en 1782, et celles de Hongrie, reconstituées avec peine après les invasions ottomanes, le sont également entre 1785 et 1787. Celles de Csorna et Jasov reçoivent le droit de se reconstituer en 1802. Seules trois abbayes autrichiennes échappent finalement à la sécularisation en se consacrant à l'enseignement: l'abbaye de Geras (en), l'abbaye de Schlägl (de) et l'abbaye de Wilten. Quant aux communautés féminines norbertines, elles sont toutes sont dispersées en 1782 par un monarque convaincu de l'inutilité de la vie contemplative. Ces mesures violentes suscitent l'opposition des populations habituées à voisiner avec les chanoines, d'autant que ceux-ci participent à la vie économique, culturelle, artistique, et intellectuelle des régions où ils sont implantés.

### Les Prémontrés sous la Révolution

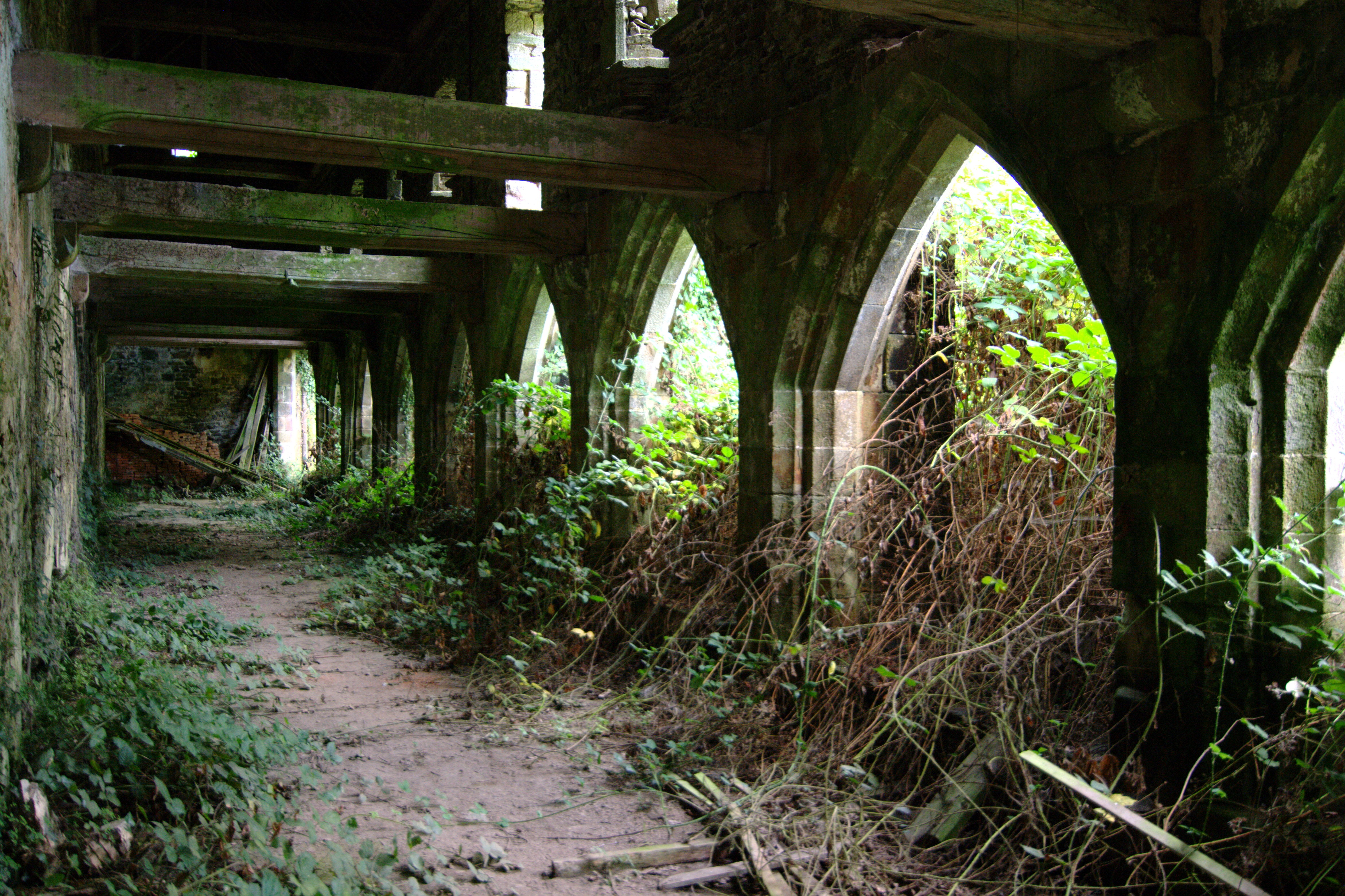
Cloître de l'abbaye de Belle-Étoile, dont la communauté est expulsée lors de la Révolution.

Du 13 au 26 février 1790, l'Assemblée nationale décide l'interdiction des vœux religieux et la dissolution de toutes les communautés existantes. Le 2 novembre suivant, l'abbaye de Prémontré est saisie et la communauté dispersée. Elle est mise en vente en 1793. Le même sort attend l'ensemble des 92 abbayes prémontrées de France. 1 200 religieux sont contraints de les quitter, et pour la plupart restent en charge lorsqu'ils ont une mission pastorale de curé ou de vicaire, tant que le culte est encore autorisé. Certains religieux acceptent de prêter serment à la constitution civile du clergé lorsqu'elle est acceptée par le roi Louis XVI le 22 juillet 1790, d'autres refusent et se réfugient dans leur famille, ou entrent dans la clandestinité. Le décret du 26 août 1792 condamne à la déportation le clergé insermenté. Une foule de prêtres afflue aux frontières, parmi lesquels on compte 86 anciens prieurs-curés, et 100 anciens conventuels, soit un prémontré français sur six.

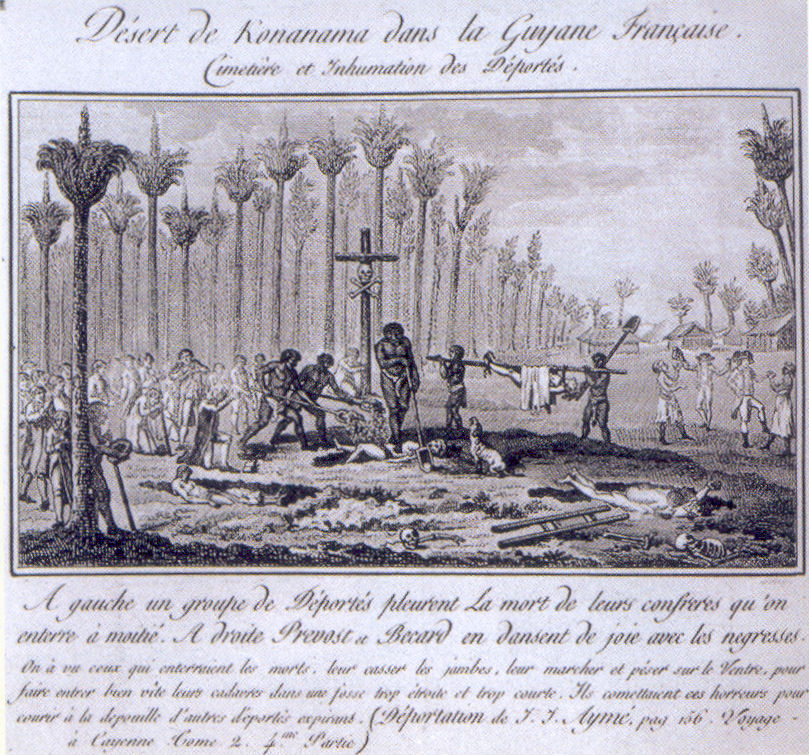
Inhumation de déportés au bagne de Counamama.

Lorsque la persécution religieuse s'abat avec plus de vigueur, Jean Guidel, chanoine de Pont-à-Mousson, est guillotiné à Liège en 1793. Le 13 octobre de la même année, Pierre-Adrien Toulorge, chanoine de Blanchelande, subit le même sort à Coutances. Durant l'année 1794, 8 prémontrés français sont exécutés. Philibert Duval, ancien curé constitutionnel d'Amplepuis, est mis à mort à Lyon le 28 janvier. Pierre-François Ploccon, ancien prieur-curé de Remaucourt, l'est le 11 juillet à Saint-Mihiel, suivi le 19 octobre de Charles Ochin, chanoine de Vicoigne, à Valenciennes. Les pères Dupré, Davilé, Lefort, Mercier, et Périnet meurent victimes des pontons de Rochefort, et sont inhumés sur les îles Madame, d'Aix, de Ré et d'Oléron. Certains meurent en Guyane, comme Mansuy Lapostre à Sinnamary, et Jean Venaty à Counamama près d'Iracoubo. D'autres connaissent la prison : 91 sont retenus dans d'anciens couvents devenus propriétés de l'État, et deux meurent pendant leur internement. Même ceux ayant prêté le serment de liberté-égalité encourent la prison. Le dernier prémontré à être mis à mort est Sigisbert Thouvenin, ancien religieux d'Étival, fusillé à Nancy le 11 avril 1798 pour s'être rendu à Fribourg et y avoir exercé clandestinement le culte catholique
Les autres chanoines émigrent ou se cachent. Seuls les religieux de l'abbaye de Cuissy continuent un temps dans la clandestinité à mener une vie conventuelle au village de Trucy, mais n'acceptent pas de novice et finissent par s'éteindre. Les bâtiments claustraux sont affectés à d'autres usages, et pour la plupart en souffrent grandement. L'invasion des Pays-Bas autrichiens par les armées révolutionnaires françaises produit les mêmes effets sur les abbayes s'y trouvant, à des degrés divers. L'abbaye Saint-Nicolas de Furnes souffre le plus, tous ses religieux étant déportés. Les abbayes d'Allemagne subsistantes sont quant à elles dispersées après la formation de la Confédération du Rhin, qui adopte la politique hostile de la France à l'égard des ordres religieux. Leur sécularisation définitive, et l'attribution de leurs propriétés aux différents gouvernements, sont entérinées par le recès d'Empire de 1803.

### L'ordre en Europe auXIXesiècle, entre renaissance et nouvelles persécutions

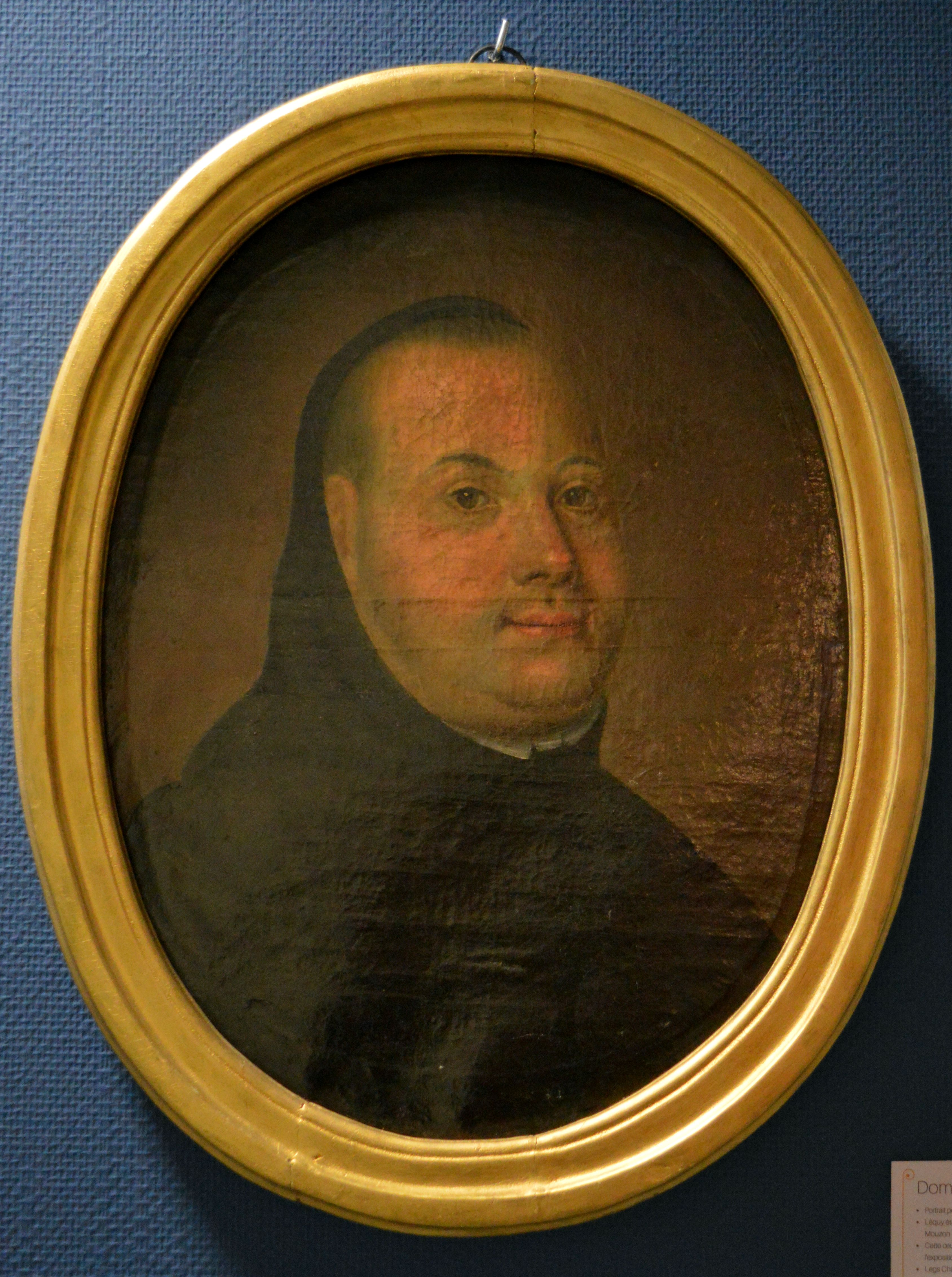
Jean-Baptiste L'Écuy, dernier abbé de Prémontré.

Le Premier Empire mène une politique favorable au clergé séculier, mais hostile aux congrégations religieuses. Lorsque l'abbé général L'Écuy rencontre le pape Pie VII à Paris le 4 février 1805, il lui exprime son souhait de voir l'ordre de Prémontré être rétabli. Le pape, ayant pour priorité la restauration du culte, ne peut intervenir en faveur des réguliers.
En 1805, il ne reste plus que 15 abbayes masculines en Espagne et 2 en Prusse qui sont bientôt dispersées, et 8 en Autriche, autorisées par l'empereur François II à condition de desservir des paroisses. En Hollande, l'abbaye de Berne présente une exception, car les religieux continuent la vie commune après avoir été chassés de leur bâtiments en 1797, et élisent même un nouvel abbé en 1805. Elle reçoit du roi Guillaume Ier la personnalité juridique en 1824. C'est la seule abbaye prémontrée masculine d'Europe occidentale à maintenir la continuité de la vie canoniale à travers les bouleversements issus de la Révolution française. Il en est de même pour les chanoinesses de Sainte-Catherine d'Oosterhout qui obtiennent de Napoléon Ier la confirmation de la légalité de leur monastère en 1811.
Dans les autres pays, comme en France, les religieux dispersés maintiennent des liens épistolaires et amicaux, et l'ordre n'est jamais canoniquement aboli. L'abbé général Jean-Baptiste L'Écuy maintient son réseau dans l'espérance d'une renaissance, et il peut autoriser seulement un an avant de mourir, en 1833, les abbayes belges tout juste refondées d'Averbode, de Parc, de Tongerlo, de Grimbergen et de Postel, à recevoir de nouveaux des novices. Cette renaissance est permise par la Révolution belge de 1830 qui libère l'Église de la tutelle d'un monarque protestant. Dernier abbé général d'Ancien Régime, L'Écuy meurt le 22 avril 1834, laissant la charge vacante.

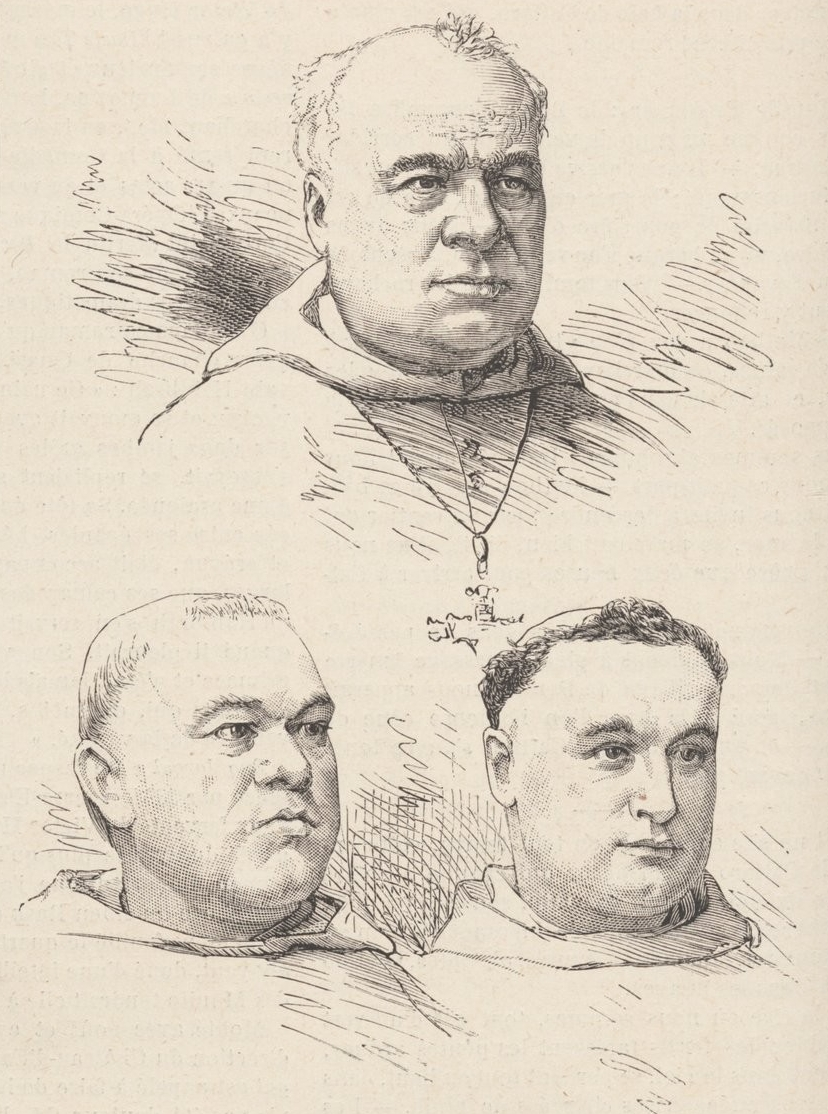
Edmond Boulbon, abbé fondateur de Frigolet, et deux de ses confrères.

Les Prémontrés d'Espagne subissent quant à eux une première dispersion en 1809 lorsque le roi Joseph Bonaparte décide la suppression de tous les monastères masculins du royaume. En 1814, le roi Ferdinand VII leur restitue leurs propriétés, mais en 1820, une nouvelle constitution est imposée au roi par le parti libéral, et les monastères sont de nouveau supprimés. En 1823, le roi parvient à révoquer la constitution et rétablir les monastères, mais sans pouvoir leur restituer leurs biens. La suppression définitive a lieu en 1835 sur l'ordre du ministre Juan Álvarez Mendizábal. Le dernier chanoine prémontré espagnol meurt en 1901. Seules les communautés féminines survivent à la sécularisation.
Malgré l'absence d'un abbé général, l'ordre perdure, et parvient à refonder des maisons en France: En 1856, des chanoines belges arrivent à Prémontré, invités par l'évêque de Soissons Paul-Armand Cardon de Garsignies, mais ce projet échoue dès 1857. L'abbaye Saint-Michel de Frigolet est fondée en 1858 par Edmond Boulbon, afin d'y restaurer l'observance des statuts originels de 1290, ce qui met la nouvelle fondation en délicatesse avec les communautés belges et autrichiennes qui suivent ceux de 1630. Boulbon choisit une propriété sur les conseils de Jean-Marie Vianney, et sa fondation est élevée à la dignité de prieuré par le pape Pie IX en 1868, avant d'être unie à l'ordre de Prémontré en 1898 sur ordre du pape Léon XIII. L'abbaye Saint-Martin de Mondaye est restaurée en 1859 par des religieux venus de Grimbergen sous la férule de Joseph Willekens. En 1873, les Prémontrés s'établissent à l'abbaye de Conques, et à Saint-Jean-de-Côle en 1877, ainsi qu'à Nantes en 1879. Des communautés féminines sont implantées à Sainte-Anne de Bonlieu en 1866 et au Mesnil-Saint-Denis en 1889.

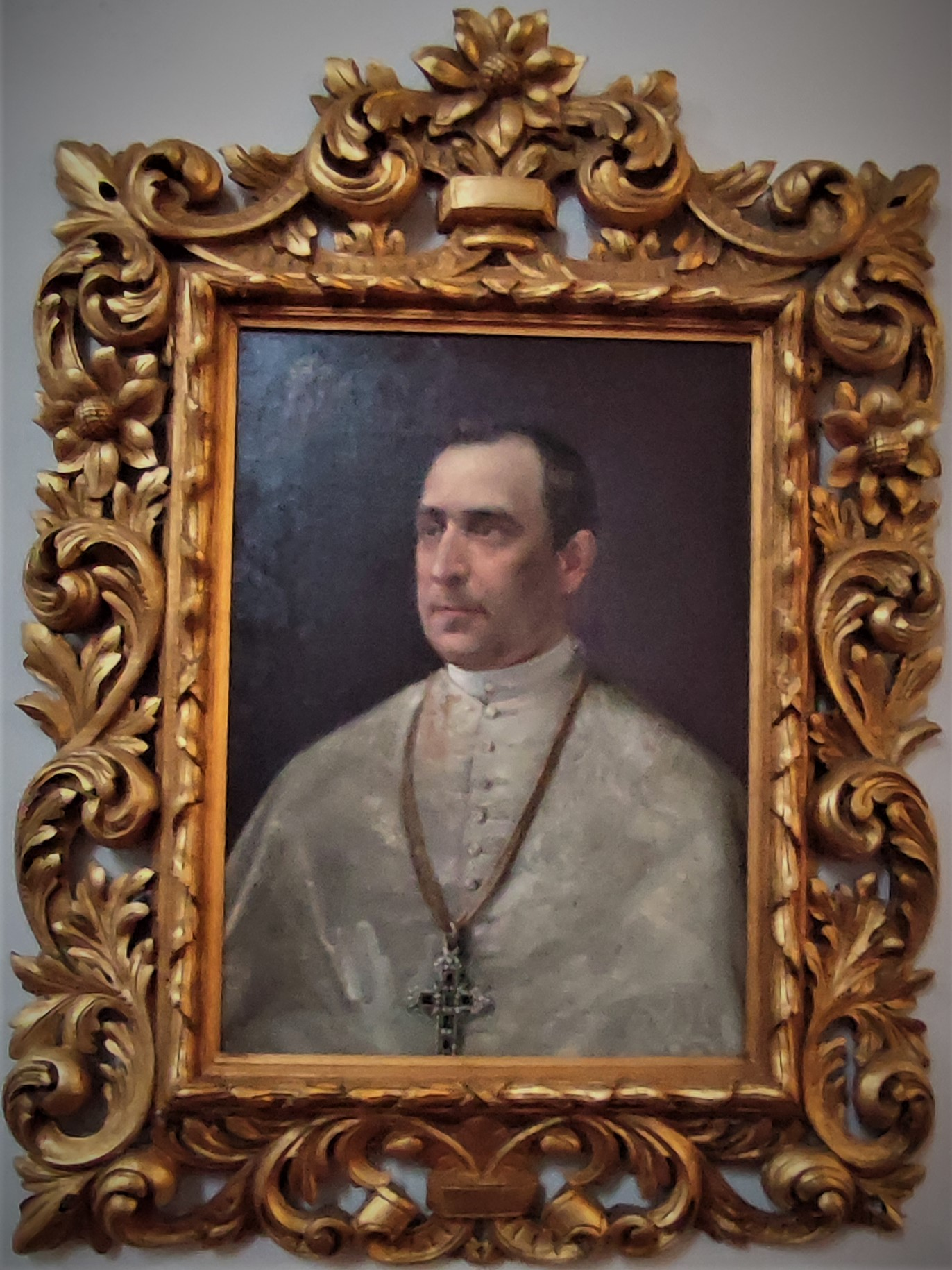
Sigismond Stary, premier abbé général de l'ordre après la Révolution.

En 1859, les abbayes prémontrées d'Autriche décident d'édicter statuts généraux pour l'ordre dans ce pays, première ébauche d'une réunification de maisons religieuses indépendantes depuis la fin de la fonction d'abbé général. En 1868, l'abbé de Strahov, Jérôme Zeidler (cs), réunit à Vienne un chapitre général afin de faire élire un abbé général qui puisse représenter les Prémontrés au premier concile du Vatican. Les obstacles à cette réunification sont alors nombreux: Les coutumes des différentes abbayes ont divergé, et les lois de certains États interdisent alors aux religieux d'être soumis à une autorité extérieure. Le chapitre décide pourtant d'élire un abbé général, et d'établir à Rome un procurateur de tout l'ordre, chargé d'en défendre les intérêts. Zeidler est lui-même élu, mais meurt avant de recevoir confirmation du Saint-Siège. Après ce décès, la décision de doter l'ordre d'un abbé général reste lettre morte. Il faut attendre 1883 pour qu'un nouveau chapitre général soit convoqué sous la présidence du nonce apostolique (en) Serafino Vannutelli, que soit élu Sigismond Starý (cs), abbé de Strahov, et que reprenne la succession des abbés généraux . Deux circaries sont recréées, celle d'Autriche-Hongrie, et celle du Brabant, regroupant les maisons belges et leur fondation française de Mondaye. Une circarie de Hongrie est détachée de celle d'Autriche en 1889, et une circarie de France de celle de Brabant en 1896.

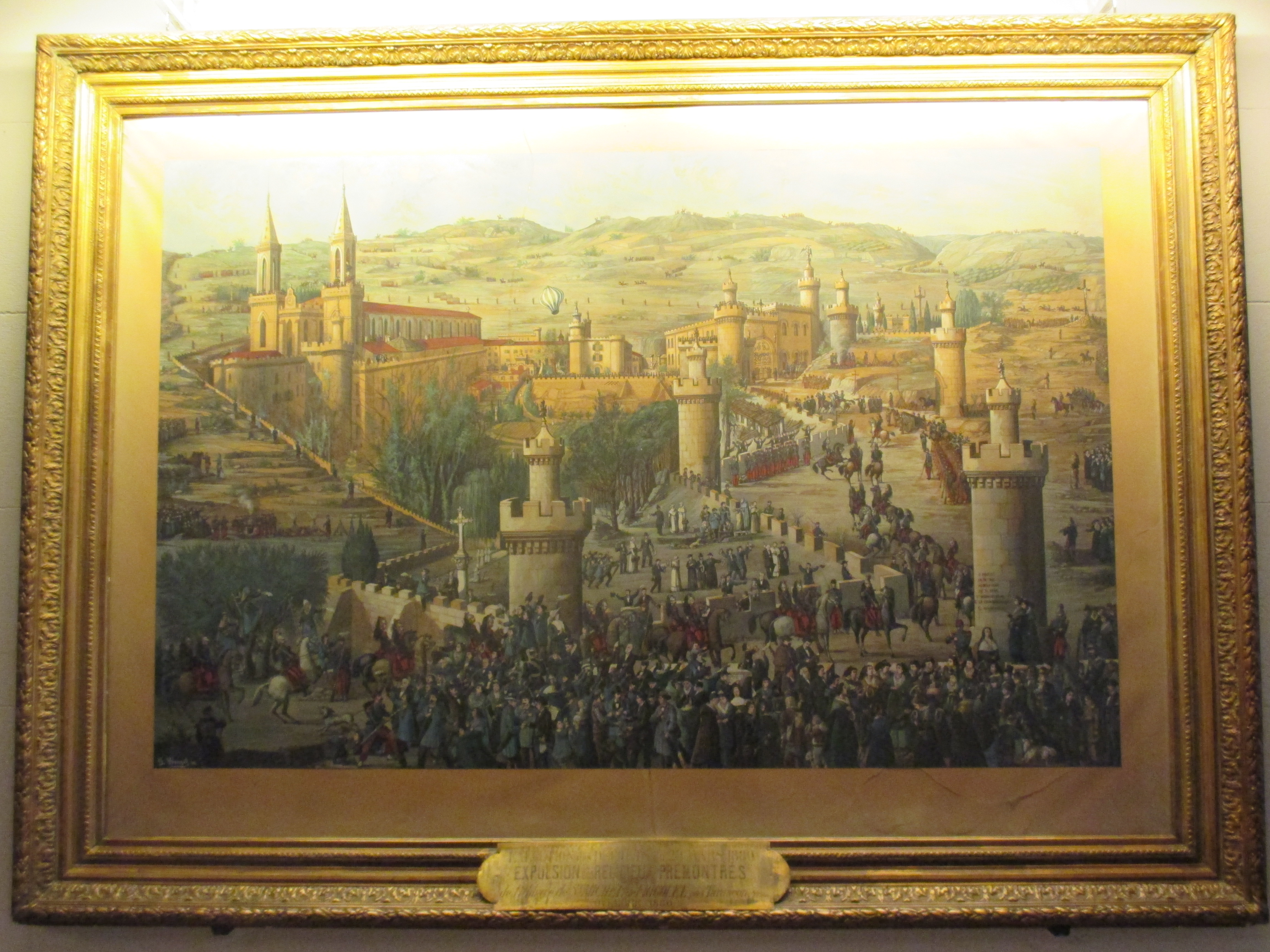
Le siège de Frigolet.

Le 29 mars 1880, le président Jules Grévy signe les décrets inaugurant la politique anticongréganiste de la IIIe République. Les Prémontrés résistent à leur expulsion, et la presse de l'époque peut parler d'un véritable « siège de Frigolet » du 3 au 7 novembre 1880. Le 4 novembre de la même année, la communauté de Mondaye est expulsée à son tour. Certains reviennent discrètement, pour être de nouveaux touchés par les expulsions liées au dispositions propres concernant les congrégations religieuses contenues dans la loi sur les associations en 1901. Les moniales de Bonlieu trouvent alors refuge à Grimbergen jusqu'en 1933, les chanoines de Frigolet refondent l'abbaye de Leffe et y demeurent jusqu'en 1920, et ceux de Mondaye l'abbaye de Bois-Seigneur-Isaac où ils restent jusqu'en 1921. L'apaisement de l'après-guerre permet alors aux communautés chassées de retrouver discrètement leurs monastères, sans pour autant recevoir de statut légal.
Le XIXe siècle marque aussi le retour des Prémontrés en Angleterre avec l'établissement en 1872 d'un prieuré à Crowle, fondé par l'abbaye de Tongerlo. Une seconde fondation de Tongerlo est faite à Manchester en 1889. Des religieux de Frigolet expulsés de France fondent une communauté à Storrington en 1882.
L'ordre continue de produire des figures intellectuelles au XIXe siècle, comme l'écrivain Xavier de Fourvière, membre du Félibrige, ou l'astronome Adalbert von Kunesch; ainsi que des figures de sainteté comme les chanoinesses Rose de Bonlieu et Emilia Podoska (pl).

### Entre tradition et modernité, l'ordre auXXesiècle
La première moitié du XXe siècle voit la fondation de nombreuses nouvelles abbayes prémontrée. Des chanoines de l'abbaye de Teplá rétablissent l'abbaye de Speinshart (de), en Bavière, en 1921. Cet établissement est une mesure de prudence dans le nouvel État de Tchécoslovaquie, la plupart des religieux de Teplá étant germanophones. En 1923, c'est au tour de l'abbaye hollandaise de Berne de rétablir l'abbaye de Windberg, également en Bavière. Après une tentative infructueuse à Roth, cette communauté refonde à son tour l'abbaye de Hamborn (en) en 1959, puis l'abbaye de Roggenburg en 1980. L'abbaye d'Averbode fonde une mission à Vejle au Danemark, et fournit un vicaire apostolique, Louis Brems, au vicariat apostolique du Danemark. En 1924 l'abbaye de Csorna fonde un prieuré à Gödöllő. En Irlande, 400 ans après la suppression de l'ordre dans ce pays, l'abbaye de Tongerlo fonde en 1924 à la demande de l'évêque de Kilmore l'abbaye de Kilnacrott, qui fonde elle-même les prieurés d'Annan en Écosse, et de Queen's Park dans le diocèse de Perth en Australie.
Le XXe siècle voit aussi la naissance de congrégations norbertines féminines apostoliques, semi-cloîtrées. En Moravie, à Olomouc, la Congrégation des Sœurs Norbertines est fondée en 1902 par le chanoine de Strahov Adalbert Frejka. Les Sœurs Norbertines de Hongrie sont fondées en 1927 par les moniales de Cracovie, à la demande des chanoines du prieuré de Gödöllő. La Communauté des Sœurs de Saint-Norbert est fondée en 1950 à Rot an der Rot, en Allemagne, par l'abbaye de Berne ; et en Autriche, à Grafenegg, en 1953, la Congrégation des Sœurs du Tiers-Ordre de Saint-Norbert par l'abbaye de Geras. Les Norbertines apostoliques pratiquent diverses formes d'apostolat, notamment des jardins d'enfants, l'enseignement du catéchisme, le soin des églises où elles sont chantres, organistes, ou encore sacristines.

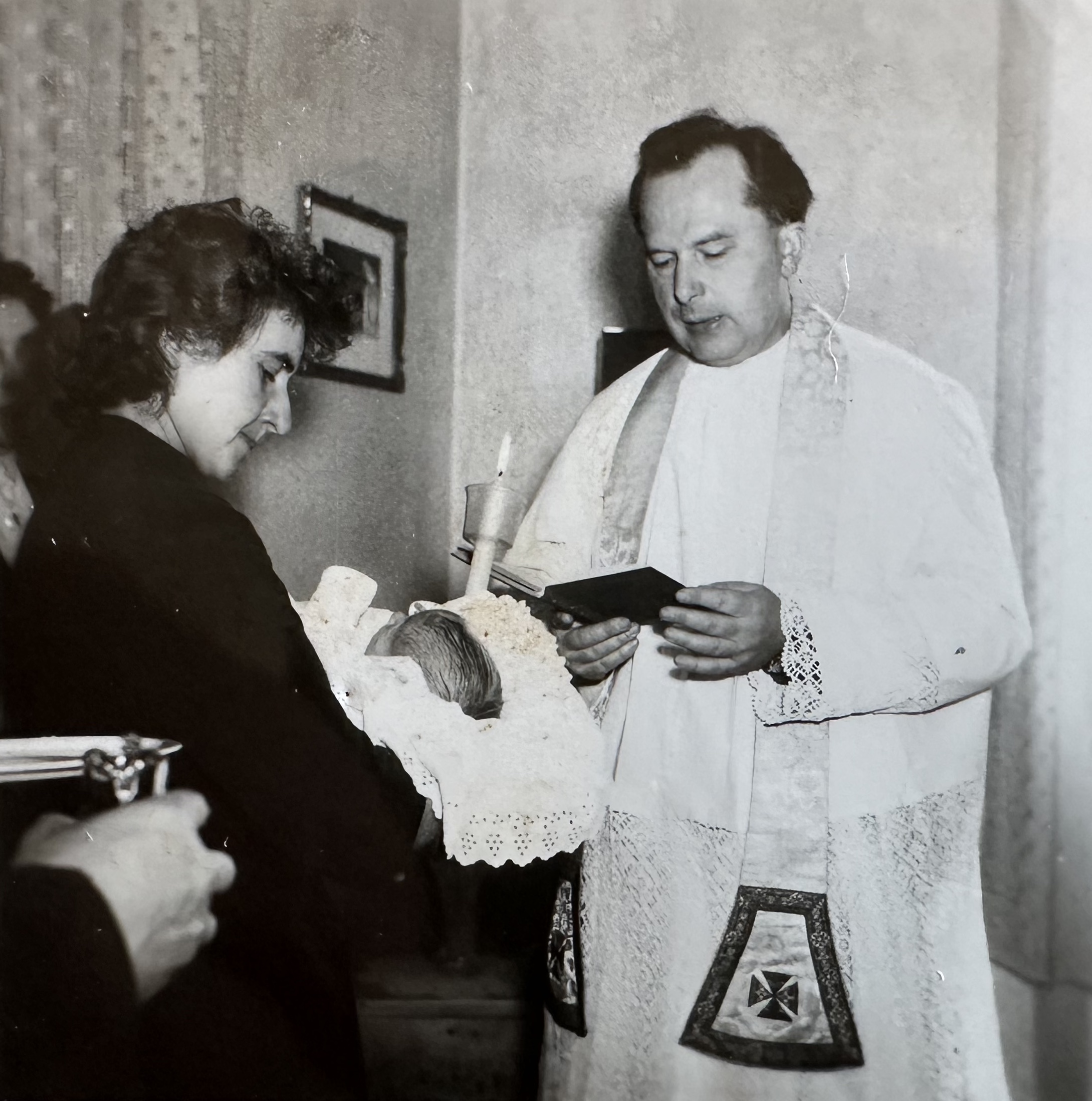
Baptême clandestin célébré dans un appartement en Tchécoslovaquie par un chanoine prémontré en 1960.

Au XXe siècle, les communautés d'Europe centrale qui souffrent du nazisme et du communisme. Les abbayes de Nová Říše et Želiv, en Tchécoslovaquie, sont supprimées en 1941 par les autorités d'occupation allemandes, et les chanoines emprisonnés. L'abbé de Nová Říše, Pavel Jan Souček (cs), ainsi que quatre de ses religieux meurent au camp d'Auschwitz en 1943. Son successeur Augustin Machalka survit à son emprisonnement dans trois camp de concentration différents, Auschwitz, Buchenwald et Dachau. Il est condamné en 1950 à 25 ans de prison par le régime communiste tchécoslovaque. L'abbaye de Teplá est victime des décrets Beneš : la plupart de ses religieux étant germanophones, ils sont expulsés de Tchécoslovaquie entre 1945 et 1946, et les bâtiments sont nationalisés. L'abbaye de Strahov est supprimée en 1950, et son abbé Stanislav Jarolímek (cs) condamné à vingt ans de réclusion. La communauté de Teplá se reconstitue à Schönau en Allemagne de l'Ouest, et s'établit finalement au prieuré d’Obermedlingen (de) en 1987.
En Hongrie, l'abbaye de Csorna est confisquée en 1950, et les religieux internés dans un camp de travail jusqu'en 1963, à l'exception de sept qui fuient vers les États-Unis. L'abbaye de Jasov (cs), auparavant située en Hongrie, se retrouve en Tchécoslovaquie après 1945 en raison du changement du tracé de la frontière. Les religieux hongrois sont expulsés vers la Hongrie. Les religieux du prieuré de Gödöllő sont quant à eux emprisonnés sans procès entre 1950 et 1956. Certains prémontrés hongrois s'établissent en Roumanie, où l'abbaye de Magnovarad à Oradea continue de vivre dans la discrétion.

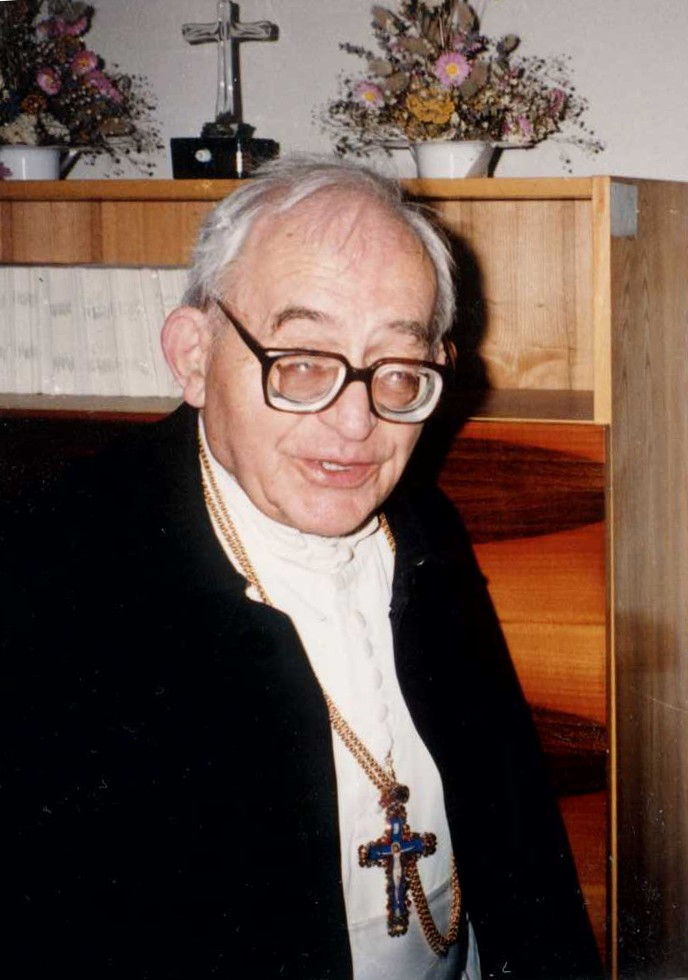
Vitus Tajovský, abbé de Želiv.

Les religieux des communautés supprimées exercent un ministère paroissial, et quand cela n'est pas possible, prennent un emploi laïc. Plusieurs effectuent de longues années de prison, comme Vitus Tajovský, abbé de Želiv, condamné à 20 ans de réclusion pour haute-trahison, espionnage, et organisation d'un coup d'État préparé par le Vatican. La chute du communisme permet la renaissance des abbayes d'Europe centrale. Les abbayes de Teplá, Strahov, Nová Říše, Jasov, et Csorna sont restituées à l'ordre, et les chanoines survivant peuvent restaurer la vie conventuelle et accueillir des novices. Un nouveau prieuré est même établi en 1990 dans l'ancienne abbaye de Milevsko (de), qui n'avait plus abrité de chanoines prémontrés depuis 1785.
Entre 1968 et 1970, le chapitre général de l'ordre élabore de nouvelles constitutions pour se conformer au document Perfectae Caritatis du concile Vatican II sur les ordres religieux. Ce texte insiste sur la nature décentralisée de l'ordre et sur la présence apostolique au monde.
L'ordre donne à l'Église plusieurs personnalités intellectuelles de premier plan au XXe siècle, comme Thomas-Louis Heylen, évêque de Namur, ou Norbert Calmels, abbé général de l'ordre, ainsi que des figures de sainteté comme Jacob Kern, ou de fondateurs d'organisations ecclésiales comme Werenfried van Straaten.

### L'expansion missionnaire hors d'Europe

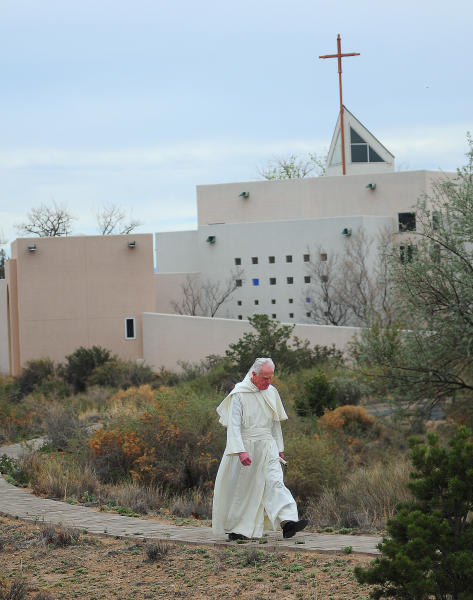
Chanoine prémontré devant les bâtiments de l'abbaye Sainte-Marie de la Vid, Nouveau-Mexique.

En 1843, Adalbert Inama, chanoine de l'abbaye de Wilten, débarque à New York, afin de se rendre dans le sud du Wisconsin avec quelques confrères pour exercer un ministère pastoral auprès des immigrants de langue allemande. Il est présent au concile provincial de Baltimore de 1843, et s'établit avec sa communauté en 1846 à Sauk City. L'immense zone confiée aux Prémontrés empêche cependant l'établissement d'une vie conventuelle régulière, et la fondation est abandonné en 1878, les bâtiments étant transmis à des religieuses dominicaines. Plus heureuse est la fondation de l'abbaye hollandaise de Berne à De Pere, toujours dans le Wisconsin, en 1898. Les chanoines y établissent un séminaire en 1899 afin d'y former des prêtres diocésains. L'abbaye de De Pere est érigée en 1924, et fonde à son tour l'abbaye de Daylesford (en) en 1963, et un établissement à Lima, au Pérou, la même année. Des prieurés sont aussi fondés par De Pere à Albuquerque (qui devient l'abbaye Sainte Marie de la Vid) en 1985 et Jackson en 1990. En 1949, l'abbaye de Tongerlo fonde un prieuré au Québec, établi à Saint-Constant en 1968 et qui devient indépendant en 1972. Après la suppression de la vie religieuse en Hongrie par le gouvernement communiste, des religieux de l'abbaye de Csorna parviennent à rejoindre la Californie, où ils fondent le prieuré Saint-Michel d’Orange (en) en 1961, qui est élevée en abbaye en 1984.
L'envoi de chanoines prémontrés en Amérique du Sud est une initiative du pape Léon XIII, communiquée à l'abbé d'Averbode par le nonce apostolique en Belgique en 1894. Deux religieux belges s'établissent au Brésil en 1896, recevant la charge de la paroisse de Pirapora. Ils y fondent un petit séminaire et un collège. Un prieuré est établi à Jaú en 1915, et devient indépendant en 1979. Les maisons de Pirapora, Petrópolis, São Paulo et Piracicaba y sont rattachées. L'abbaye de Tongerlo fonde quant à elle des maisons au Chili en 1966, dans les diocèses de Concepcion et Santiago.

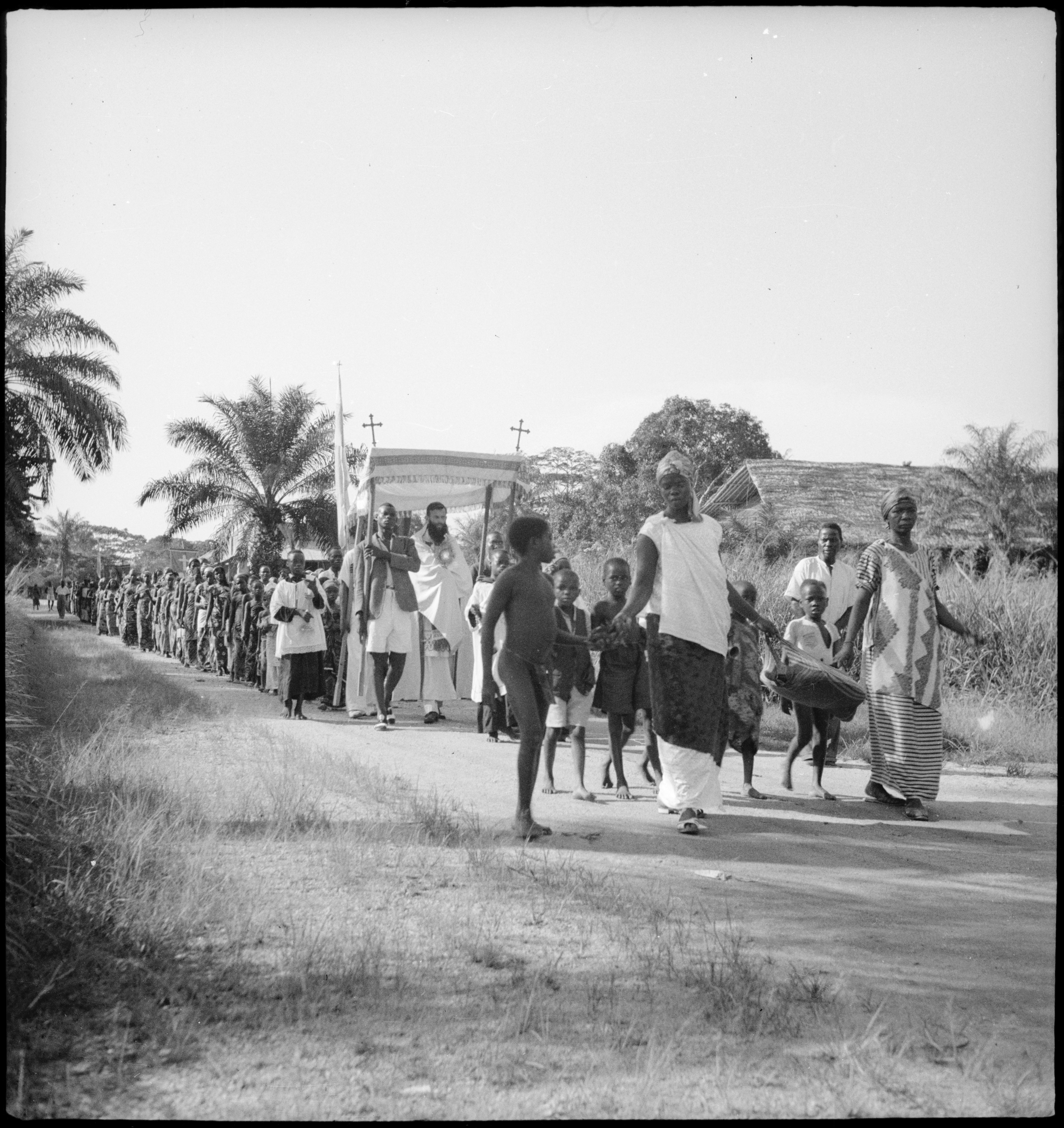
Procession à la mission de Buta, 1941 ou 1942, photographiée par Annemarie Schwarzenbach.

Le roi des Belges Léopold II entreprend en 1897 une démarche visant à obtenir de l'abbaye de Tongerlo une fondation au Congo belge. En 1898, le territoire de l'Uélé est élevé au rang de préfecture apostolique par la congrégation pour la Propagation de la Foi, et confiée aux Prémontrés. Les missionnaires subissent de nombreux décès dus aux maladies, fondent des orphelinats, composent des catéchisme en langue locale, et luttent contre l'esclavage. En 1911, sur 65 missionnaires envoyés, 15 sont déjà morts. La préfecture est élevée en vicariat apostolique en 1924, et devient le diocèse de Buta en 1959. La présence prémontrée au Zaïre est pérennisée par l'établissement d'un prieuré à Kinshasa par l'abbaye de Postel en 1966.
L'abbaye de Frigolet fonde quant à elle un poste missionnaire à Madagascar, dans le vicariat apostolique de Diégo-Suarez, sur l'île Sainte-Marie, puis à Vohémar. Le poste de mission de l'île Sainte-Marie est déplacé en 1921 dans le vicariat apostolique de Tananarive, dans la localité de Vatomandry. La présence prémontrée à Madagascar cesse en 1935 en raison du manque de candidats à y envoyer. Les Prémontrés s'établissent en Afrique du Sud lorsque l'abbaye de Grimbergen établit un prieuré à Kommetjie en 1951.
La mission de l'ordre de Prémontré en Inde commence en 1929, lorsque l'abbaye de Berne envoie des religieux dans la préfecture apostolique de Jabalpur, dont le prémontré Ignace Dubbelman est nommé préfet apostolique. Un prieuré est situé à Jamtara, dont dépendent plusieurs autres maisons en Inde. Des chanoines expulsés de l'abbaye de Teplá en 1946 fondent quant à eux une maison à Mananthavady au Kerala en 1979, qui fait partie de l'Église catholique syro-malabare et adopte donc le rite syriaque oriental.

### L'ordre de Prémontré auXXIesiècle

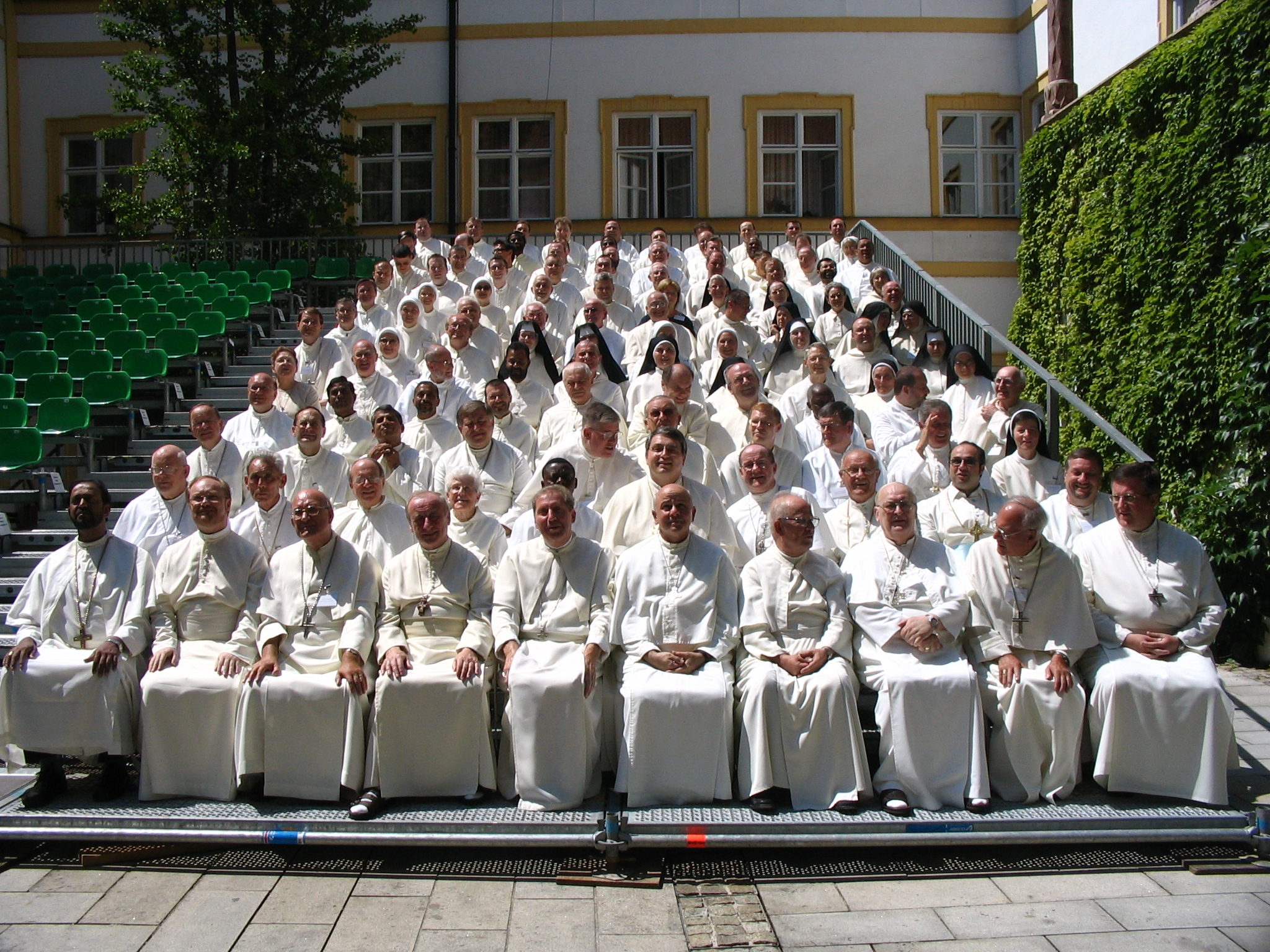
Le chapitre général de l'ordre en 2006.

En 2022, la branche masculine de l'ordre de Prémontré compte 1 058 membres, dont 822 prêtres, répartis en 97 maisons. Les Prémontrés forment au XXIe siècle la grande majorité des chanoines réguliers. Le nouveau millénaire est une période de transition pour l'ordre, marqué par la crise des vocations en Europe occidentale et en Amérique du Nord. Un nombre important de prieurés masculins doivent fermer, comme celui de Bois-Seigneur-Isaac, celui de La Cambre, celui de Jackson... L'abbaye de Kilnacrott en Irlande ferme ses portes en 2016 et les bâtiments sont détruits en 2024. Les Norbertines sont également touchées. Elles disparaissent de France, le monastère du Mesnil-Saint-Denis étant absorbé par les oblates missionnaires de l'Assomption en 1963, et celui de Bonlieu cessant d'exister en 2008. Elles disparaissent aussi d'Autriche, avec l'extinction de la Congrégation des Sœurs du Tiers-Ordre de Saint-Norbert, et d'Allemagne avec la fermeture du monastère de Rot an der Rot en 2007. La fermeture du couvent de Villoria laisse le monastère de Toro comme dernier établissement prémontré en Espagne. Ce mouvement est en partie compensé par l'importance des vocations en Inde, menant à l'érection en abbaye du prieuré de Jamtara en 2000, ainsi qu'en Californie où l'abbaye Saint-Michel d'Orange doit faire construire de nouveaux bâtiments en 2021. Les chanoines d'Orange sont aussi à l'origine de la fondation du monastère de Norbertines de Tehachapi, et à la venue des Norbertines apostoliques de Slovaquie à Wilmington et Costa Mesa. En 2018, le prieuré de Gödöllő est érigé en abbaye, et une nouvelle église abbatiale y est consacrée en 2024.

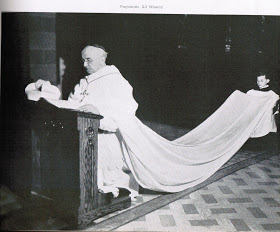
Bernard Pennings, premier abbé de De Pere, en chape prélatice.

L'ordre de Prémontré est régi par des constitutions promulguées en 1970, et révisées en 1994, insistant sur la subsidiarité et la collégialité. Le chapitre général est l'autorité suprême dans l'ordre. Il est composé de l'abbé général qui le préside de droit, de représentants de chaque maison de l'ordre comportant au moins 8 membres, et des religieux qui participent au gouvernement de l'ordre. Entre chaque chapitre général, le pouvoir exécutif dans l'ordre appartient à l'abbé général, qui gouverne l'ordre de par son autorité propre. Il réside à Rome, et est assisté d'un conseil de 4 définiteurs dans son gouvernement de l'ordre. Un procurateur général est chargé des relations de l'ordre avec le Saint-Siège.
Les maisons prémontrées sont regroupées en canonies. Une canonie est constituée d'une abbaye ou d'un prieuré autonome, et des maisons qui en dépendent, qu'il s'agisse de prieurés, de maisons de formation, ou d'autres lieux de résidence de chanoines prémontrés. Un prélat, élu par le chapître de la canonie, gouverne celle-ci. Les canonies sont à leur trour regroupées en circaries, régions linguistiques avec à leur tête un vicaire désigné par l'abbé général, investi d'un rôle de concertation et d'inspection. L'ordre de Prémontré pratique une grande subsidiarité, et chaque maison est responsable de son propre fonctionnement dans le cadre de la règle, et selon les décisions du chapitre de maison, qui comprend tous les membres ayant fait profession perpétuelle.
Les monastères de chanoinesses norbertines cloîtrées sont pour une part sous l'autorité de l'abbé d'une abbaye masculine, et pour une autre part sous l'autorité de l'ordinaire diocésain. Les religieuses sous l'autorité de l'ordre élisent une prieure qui gouverne chaque monastère, sous la vigilance de l'abbé d'une abbaye proche, et avec l'assistance d'un prévôt qui peut remplir aussi les fonctions d'aumônier. Il existe aussi dans la famille prémontrée trois congrégations de Norbertines apostoliques : les Sœurs Norbertines de Hongrie et la Congrégation des Sœurs Norbertines, qui sont semi-cloîtrées ; et la Communauté de Mariengaard, qui ne pratique pas la clôture monastique.
L'ordre compte au XXIe siècle 7 circaries :
Circaria Anglica (anglophone) :
- Abbaye Saint-Norbert de De Pere[119] (États-Unis)
- Abbaye Notre-Dame-de-l'Assomption de Daylesford (en)[120] (États-Unis)
- Prieuré autonome de Bayview à Middletown[121] (États-Unis)
- Abbaye Santa María de la Vid d'Albuquerque[122] (États-Unis)
- Abbaye Saint-Michel d'Orange (en)[123] (États-Unis)
- Abbaye Saint-Norbert de Jamtara[124] (Inde)
  - Prieurés de Bombay, d'Indara, de Trichy, et de Kollam
  - Missions de Khunti, d'Ooty et de Madras
- Prieuré autonome Saint-Norbert de Mananthavady[125] (Inde)
- Prieuré autonome Saint-Joseph de Queen's Park[126] (Perth, Australie)
- Prieuré autonome Notre-Dame-des-Douleurs de Peckham[127] (Angleterre)

Circaria Bohemica (de langue tchèque) :
- Abbaye Saint-Jean-Baptiste de Jasov (cs)[128] (Slovaquie)
  - Prieuré de Holíč
- Abbaye Notre-Dame de Nová Říše (cs)[129] (Tchéquie)
- Abbaye Notre-Dame de l'Assomption de Strahov[130] (Tchéquie)
  - Prieuré de Milevsko (cs)[131]
- Abbaye Notre-Dame de l'Annonciation de Teplá[132] (Tchéquie)
- Abbaye de la Nativité de la Sainte-Vierge de Želiv (cs)[133] (Tchéquie)

Circaria Brabantica (néerlandophone) :
- Abbaye Saint-Jean-Baptiste d'Averbode[134] (Belgique)
  - Prieuré de Braschaat
- Abbaye Saints-Pierre-et-Paul de Grimbergen[135] (Belgique)
  - Prieuré de Kommetjie (Afrique du Sud)
- Abbaye Notre-Dame de Parc[136] (Belgique)
- Abbaye Saint-Nicolas de Postel[137] (Belgique)
- Abbaye Notre-Dame de Tongerlo[138] (Belgique)
  - Prieuré de Chiguayante (Chili)
- Abbaye Notre-Dame et Saint-Jean-Baptiste de Berne[139] (Pays-Bas)

Circaria Gallica (francophone) :

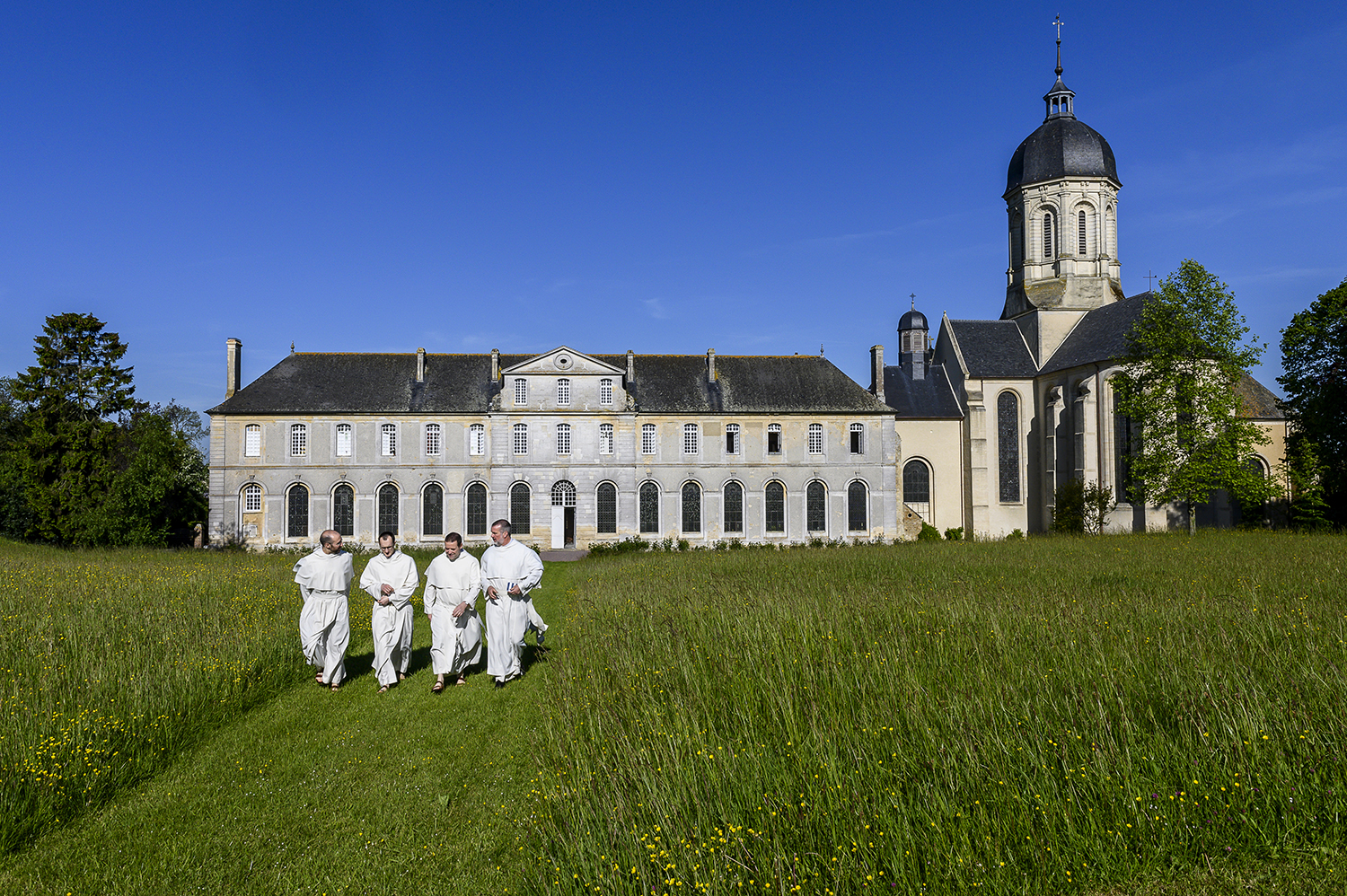
Chanoines prémontrés devant l'abbaye de Mondaye.

- Abbaye Saint-Martin de Mondaye[140] (France)
  - Prieurés de Conques, de Tarbes, et de Sarrance
- Abbaye Saint-Michel de Frigolet[141] (France)
- Prieuré autonome Notre-Dame de l'Assomption de Kinshasa (RDC)
  - Prieurés de Morvillars[142] (France) et de Mbudi (RDC)
- Abbaye Notre-Dame de Leffe[143] (Belgique)
- Prieuré autonome de Saint-Constant[144] (Québec)

Circaria Germanica (germanophone) :
- Abbaye Saint-Jean de Hamborn (en)[145] (Allemagne)
  - Prieurés de Magdebourg[146] (Allemagne) et de Vejle (Danemark)
- Abbaye de l'Immaculée-Conception de Speinshart (de)[147] (Allemagne)
- Abbaye Notre-Dame de l'Assomption de Windberg[148] (Allemagne)
  - Prieuré de Roggenburg[149]
- Abbaye de la Nativité de la Sainte-Vierge de Geras (en)[150] (Autriche)
- Abbaye Notre-Dame de l'Assomption de Schlägl (de)[151] (Autriche)
- Abbaye de l'Immaculée-Conception de Wilten[152] (Autriche)

Circaria Hungarica (de langue hongroise) :
- Abbaye Saint-Michel de Csorna[153] (Hongrie)
- Abbaye Saint-Augustin de Gödöllő[154] (Hongrie)
- Prieuré autonome Saint-Étienne de Magnovarad[155] (Roumanie)

Circaria Portuguesa (lusophone) :
- Abbaye Saint-Norbert de Jaú[156] (Brésil)
  - Prieurés de Piracicaba et de São Paulo
- Prieuré autonome d'Itinga[157]
  - Prieuré de Contagem
- Prieuré autonome de Monte Claros[158]

Communautés de Norbertines sous juridiction de l'ordre de Prémontré :
- Monastère de Veerle[159] (Belgique)

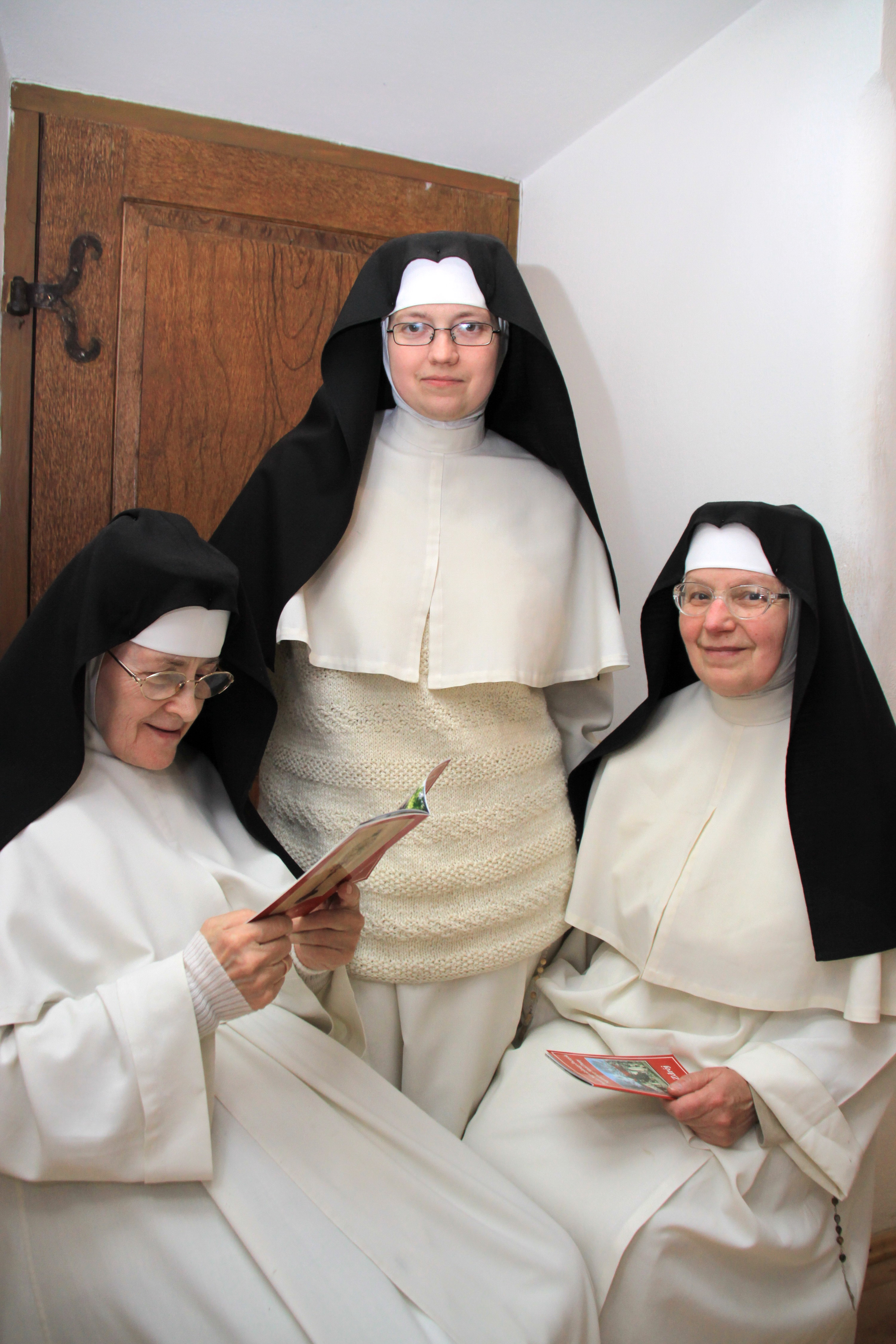
Chanoinesses norbertines d'Imbramowice, Pologne.

- Monastère Sainte-Catherine d'Oosterhout (nl)[160] (Pays-Bas)
- Monastère de Doksany (cs)[161] (Tchéquie)
- Monastère Bethléem de Tehachapi[162] (États-Unis)
- Monastère de Salvador (Brésil)
- Communauté de Mariengaard[163] à Hierden, religieuses apostoliques (Pays-Bas)

Communautés de Norbertines sous juridiction de l'ordinaire diocésain :
- Monastère d'Imbramowice (pl)[164] (Pologne)
- Monastère de Zwierzyniec à Cracovie[165] (Pologne)
- Monastère Sainte-Sophie de Toro (es)[166] (Espagne)
- Monastère de Berg Sion (de)[167] (Suisse)
- Sœurs Norbertines de Hongrie : Maison de Zsámbék[168], religieuses apostoliques (Hongrie)

Communautés appartenant à la Congrégation des Sœurs Norbertines (institut de droit pontifical) :
- Monastère de Trnava[169] (Slovaquie)
- Monastère de Vrbové[170](Slovaquie)
- Monastère de Nitra[171](Slovaquie)
- Monastère de Wilmington[172] (États-Unis)
- Monastère de Costa Mesa[172] (États-Unis)
- Monastère de Svatý Kopeček (cs) à Olomouc[173] (Tchéquie)

## Charisme et spiritualité

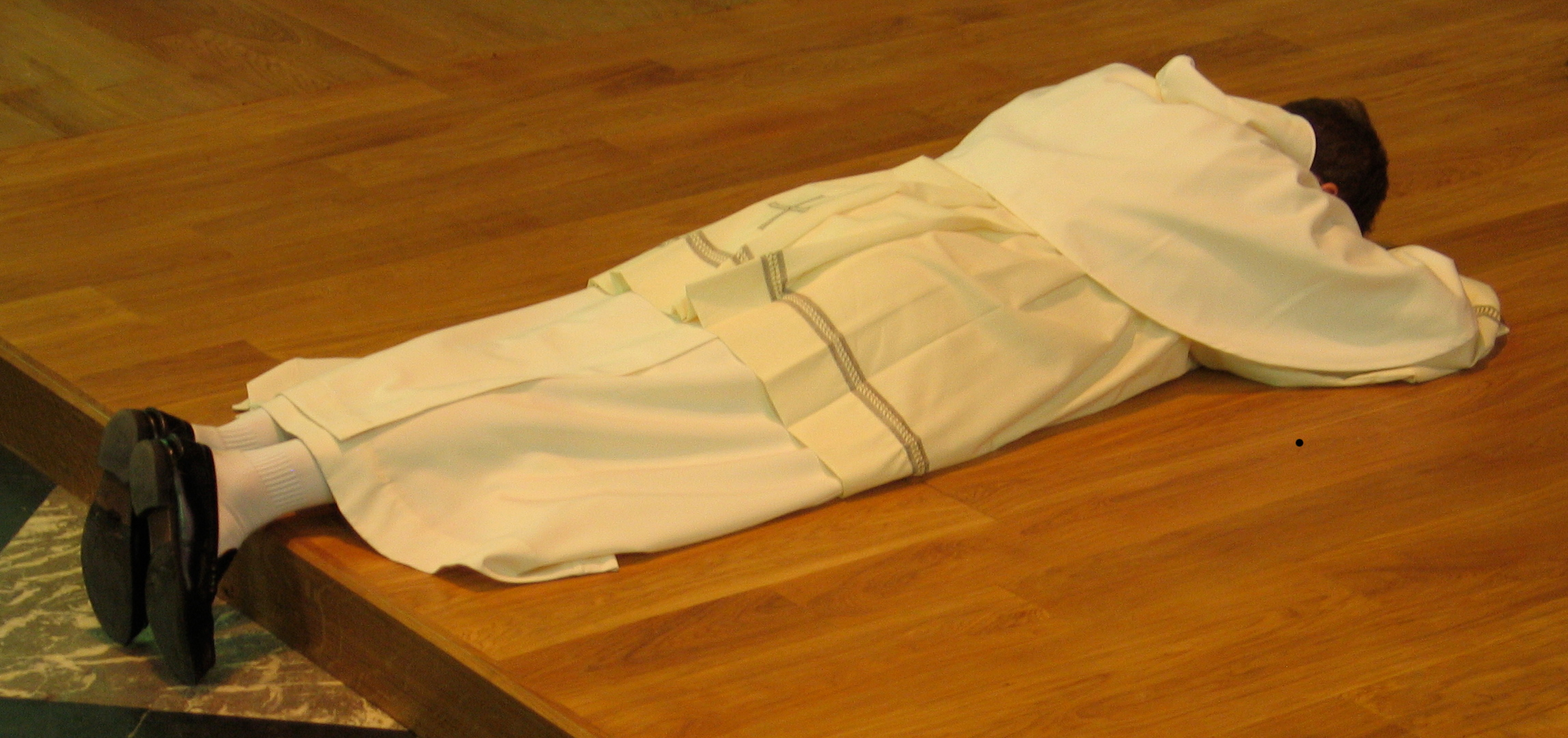
Profession solennelle d'un chanoine prémontré en l'abbaye de Leffe.

### Vie canoniale
Comme religieux, les Prémontrés pratiquent les conseils évangéliques et professent des vœux religieux. Les chanoines de Prémontré ont une double mission : l'apostolat, en tant que clercs, c'est-à-dire l'action auprès des fidèles dans les paroisses, et l'office divin, comme les moines. Cette double mission répond à la devise augustine sanctitatem et clericatum (de sainteté et d'apostolat). Une autre devise fréquemment adoptée par l'ordre est Ad omne bonum opus parati (prêts à toute bonne oeuvre), issue de la première épître de Clément. Ils sont parfois considérés comme des précurseurs des ordres mendiants. L'ordre des prémontrés a un rite liturgique propre entre le XIIe siècle et 1970 : le rite prémontré, dont les usages propres continuent de marquer ensuite la pratique de la Messe de Paul VI dans les maisons prémontrées.

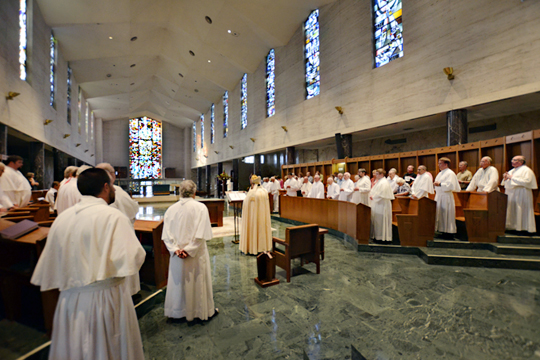
Office divin en l'abbaye de De Pere.

La vie canoniale prémontrée a pour objet l'imitation de la vie de la communauté formée par Jésus-Christ avec ses 12 apôtres : Une vie commune impliquant la communauté de prière, de biens, de table, et de ministère pastoral. Un autre référence scripturaire à laquelle se réfère la vie prémontrée est celle de la première communauté chrétienne de Jérusalem telle que décrite par les Actes des Apôtres, centrée sur la fraction du pain, ou Eucharistie.
La stabilité fait partie intégrante de la vie canoniale prémontrée. Elle le consacre en premier lieu au service de l'église abbatiale de la maison qu'il rejoint, et au chant de l'office divin. Cet engagement enracine le chanoine prémontré dans une Église particulière déterminée, et dans la communauté pérenne qu'il forme avec ses frères et qui est appelée tout simplement église dans les constitutions de l'ordre.

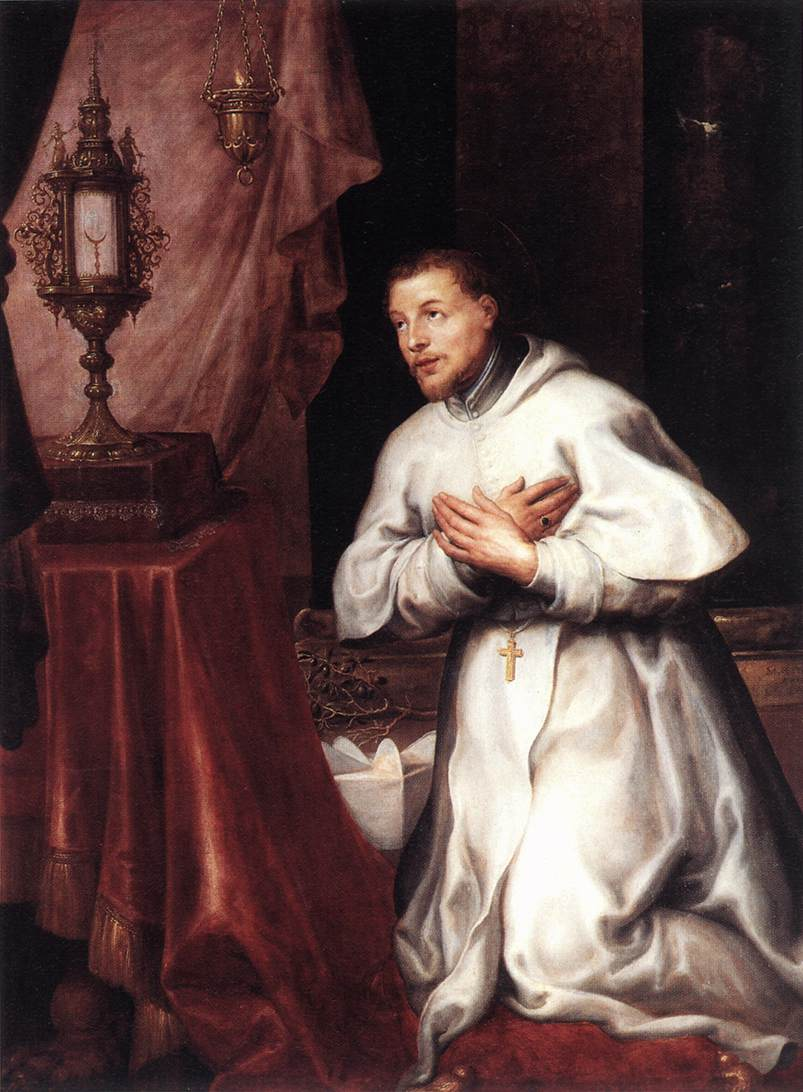
Témoin de la piété eucharistique dans l'ordre de Prémontré, ce tableau de représentant Norbert de Xanten en adoration devant le Saint Sacrement.

Le culte a une place essentielle dans les communautés prémontrées. L'office canonial est le premier devoir d'état du Prémontré et la première fonction sociale de chaque abbaye : exercer publiquement le culte chrétien à l'intention des fidèles et en leur présence. Les statuts précisent que l'office occupe la première place parmi les fins assignées à l'ordre par Norbert de Xanten. Les chanoines chantent au chœur chacune des 7 heures de l'office divin: Matines, laudes, tierce, sexte, none, vêpres, et complies. Certains de ces offices sont des offices de nuit.
La messe est le centre de la journée du Prémontré, et rassemble toute la communauté dans l'église abbatiale. Le charisme liturgique de l'ordre lui fait préférer une liturgie fortement développée dans ses aspects extérieurs, conçue comme un lieu de rencontre avec Dieu. Norbert lui-même dans ses écrits recommande à ses frères le soin de la liturgie : « C’est à l’autel que nous devons montrer notre foi et notre charité pour Dieu. Aussi gardons-nous bien de négliger la netteté des autels et la décence dans la célébration des saints mystères. »
La piété mariale est fortement développée dans l'ordre de Prémontré, dont la plupart des abbayes sont dédiées à la vierge Marie. Le petit office de la Sainte Vierge est récité quotidiennent dans l'ordre jusqu'en 1955. L'un des sens spirituels donnés à l'habit blanc des chanoines prémontrés est l'appartenance à Marie. Dans l'histoire du développement de la théologie mariale, les chanoines prémontrés se distinguent par la défense de la doctrine de l'Immaculée Conception, dogmatisée en 1854. Par ailleurs, la rédaction d'un petit office de l'Immaculée Conception est attribuée à Norbert.

### Ministère apostolique

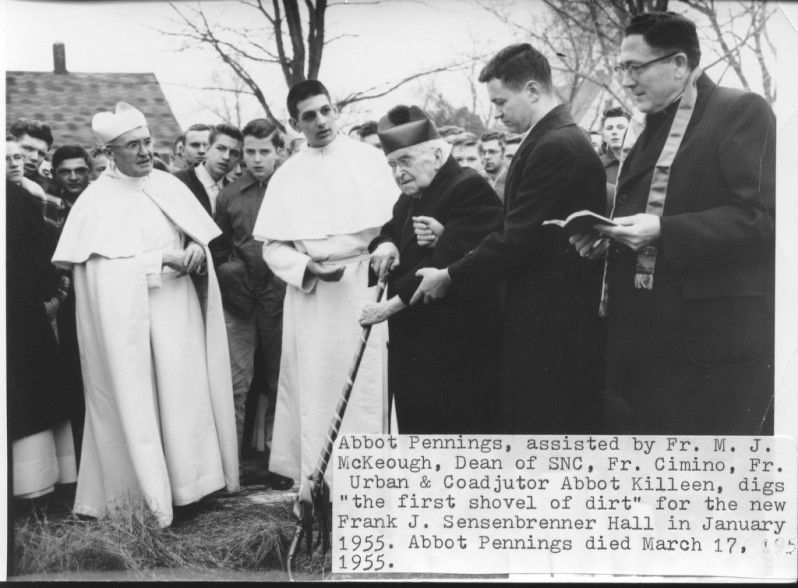
Début des travaux du collège Saint-Norbert de De Pere en 1955.

La partie apostolique de la vie prémontrée imite celle des apôtres envoyés prêcher par le Christ. Les chanoines prémontrés sont disponibles à tout ministère donné par l'évêque diocésain. Il s'agit le plus souvent d'être curé de paroisse, mais d'autres ministères peuvent leur être confiés comme celui d'aumônier de prison ou d'établissement scolaire. Le service des paroisses reste une entreprise communautaire, puisqu'il est confié à un groupe de chanoines sous la direction d'un prieur-curé, reproduisant en modèle réduit la communauté-mère de l'abbaye. Certains chanoines reçoivent le ministère de prédicateur de missions.
Les Prémontrés sont aussi impliqués dans l'éducation, et assurent la direction et l'animation de nombreux établissements scolaires primaires ou secondaires, ou encore d'enseignement supérieur comme le St. Norbert College (en).

Enfin, les abbayes prémontrées sont aussi des lieux d'accueil de retraites spirituelles, et des lieux d'enseignement.

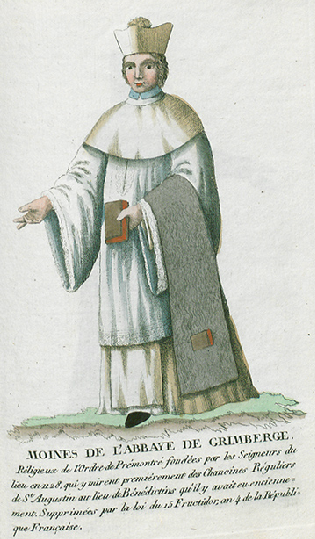
Chanoine de l'abbaye de Grimberge.

## Habit
Les prémontrés portent l'habit et le scapulaire blancs, ce dernier étant serré à la taille par la ceinture de toile (contrairement aux Dominicains qui le portent libre). Ils portent également un camail arrondi à l'arrière, contrairement aux Dominicains qui portent un camail pointu dans le dos. Les chanoines avaient adopté le costume canonial - surplis de lin et chape de laine noire et l'aumusse, un capuchon de fourrure que les moines se mettaient sur la tête durant les offices en hiver.

## Armoiries de l'ordre

Ornements extérieurs des abbés prémontrés.

| Blason | Blasonnement : d'azur, semé de fleurs de lys d'or, à deux crosses du même passées en sautoir brochant sur le tout Commentaires : Le semis de fleurs de lys d'or est une concession faite par le roi Saint Louis. L'écu est timbré d'une couronne ducale avec mitre et crosse. |

Quant aux personnes physiques ecclésiastiques, les abbés prémontrés, dont l'habit est entièrement blanc, ont coutume de timbrer leur blason du chapeau prélatice d'argent.

## Liste des abbés et abbés généraux de l'ordre

### Abbés du monastère et abbés généraux de l'Ordre
- 1128-1161 : bienheureux Hugues Ier de Fosses, résigna
- 1161-1171 : Philippe Ier de Reims
- 1171-1171 : Jean Ier de Brienne, déposé, avant et après abbé de Beaulieu
- 1171-1174 : Odon, résigna, auparavant abbé de Val-Secret
- 1174-1189 : Hugues II, résigna, auparavant abbé de Cuissy
- 1189-1191 : Robert Ier, résigna, avant et après abbé de Val-Secret
- 1191-1195 : Gautier, avant et en même temps abbé de Riéval
- 1195-1201 : Pierre Ier de Saint-Médard, résigna, auparavant abbé de Saint-Just, puis de Cuissy
- 1201-1203 : Baudouin, auparavant abbé de Chartreuve
- 1203-1204 : Vermond, résigna, ensuite abbé de Saint-Paul de Verdun
- 1204-1206 : Guillaume Ier de Saint-Omer, déposé, auparavant abbé de Cuissy et de Vermand
- 1206-1209 : Robert II, résigna, auparavant abbé d'Ardenne
- 1209-1220 : Gervais d’Angles, auparavant abbé de Saint-Just et de Thenailles, ensuite évêque de Séez
- 1220-1233 : Conrad Suève, déposé, auparavant prévôt de Weissenau et abbé de Val-Secret, ensuite abbé de Cuissy
- 1233-1238 : Guillaume II d’Angles, résigna, auparavant abbé de Dale
- 1238-1242 : Hugues III d'Hirson
- 1242-1242 : Nicolas Hailgrin, auparavant abbé de Dommartin
- 1242-1247 : Conon, auparavant abbé de Fontaine-André, Thenailles et Braine
- 1247-1269 : Jean II de Rocquigny, auparavant abbé de Clairefontaine
- 1269-1278 : Guerric, auparavant abbé de Saint-Marien d'Auxerre
- 1278-1281 : Gilles van Biervliet, résigna, auparavant abbé de Saint-Michel d'Anvers
- 1282-1287 : Guy, auparavant abbé de Corneux
- 1287-1288 : Robert III (Robert est le 23e abbé général de l'ordre des Prémontrés de mars 1287 au 20 mars 1288[190].)
- 1288-1304 : Guillaume III de Louvignies, résigna, auparavant abbé de Clairefontaine et de Cuissy
- 1304-1327 : Adam Ier de Crécy
- 1327-1333 : Adam II de Wassignies, auparavant abbé de Bucilly
- 1333-1339 : Jean III de Châtillon
- 1339-1352 : Jean IV Le Petit de Saint-Quentin, auparavant abbé de Valsery
- 1352-1367 : Jean V de Roigny
- 1368-1368 : Stéphane, élu mais décédé avant d’avoir pris possession du siège, auparavant abbé de Saint-Marien d'Auxerre puis de Parc
- 1368-1381 : Pierre II de Froidsaints, auparavant abbé de Joyenval
- 1381-1391 : Jean VI de Marle, résigna
- 1391-1409 : Jean VII
- 1409-1423 : Pierre III d’Hermi
- 1423-1436 : Jean VIII de Marle
- 1436-1443 : Jean IX de La Fère
- 1443-1449 : Pierre IV Rodier, auparavant abbé de Doue et de Cuissy
- 1449-1458 : Jean X Aguet
- 1458-1470 : Simon de La Terrière
- 1470-1497 : Hubert Gobert, dit Hubert Ier de Monthermé, auparavant abbé de Lavaldieu et de Saint-Paul de Verdun
- 1497-1512 : Jean XI de L’Ecluse, auparavant abbé du Mont-Saint-Martin
- 1512-1512 : Jean XII Evrard, résigna avant confirmation, abbé de Cuissy
- 1512-1531 : Jean XIII Bachimont, auparavant abbé de Cuissy
- 1531-1533 : Virgile de Limoges, auparavant abbé de l'île-Dieu
- 1533-1533 : Michel Ier Coupson, élu mais non confirmé, auparavant abbé de Joyenval et de Braine
- 1533-1562 : cardinal François Ier de Pise, résigna
  - Vicaires pour le gouvernement de l'ordre : Jean de Folembray, abbé de Clairefontaine (1533-1537) et Josse Coquerel, abbé de Saint-Just (1537-1562)
- 1562-1573 : cardinal Hippolyte d’Este, résigna
  - Vicaires pour le gouvernement de l'ordre : Gilbert Tournebulle, abbé de Moncetz (1565-1569) et Antoine Visconti, abbé de Saint-Martin de Laon (1569-1573)
- 1573-1596 : Jean XIV Despruets
- 1596-1613 : François II de Longpré, auparavant et en même temps de Val-Secret
- 1613-1635 : Pierre V Gosset
- 1635-1636 : Pierre VI Desban, élu mais non confirmé, abbé de Pont-à-Mousson puis de Cuissy
- 1636-1642 : cardinal Armand-Jean du Plessis de Richelieu, n’obtint pas les bulles papales
  - Visiteur de l'Ordre : l'abbé de Saint-Martin de Laon
- 1643-1644 : Simon Raguet, élu mais non confirmé
- 1645-1666 : Augustin Ier Le Scellier, résigna
- 1667-1702 : Michel II de Colbert-Terron
- 1702-1702 : Philippe II Celers, résigna avant confirmation, abbé de Dommartin
- 1702-1740 : Claude-Honoré-Luc de Muin
- 1740-1741 : Augustin II de Rocquevert, auparavant abbé de Clairefontaine
- 1741-1757 : Bruno Bécourt, auparavant abbé de Dommartin
- 1758-1769 : Antoine Parchappe de Vinay
- 1769-1780 : Guillaume IV Manoury
- 1780-1790 : Jean-Baptiste L'Écuy
- 1790-1869 : Suppression

### Abbés généraux de l'Ordre
- 1869-1883 : Jérôme Zeidler, abbé de Strahov
- 1883-1906 : Sigismond Stary, abbé de Strahov
- 1906-1922 : Norbert Schachinger, abbé de Schägl
- 1922-1937 : Gommaire Crets, abbé d'Averbode
- 1937-1962 : Hubert Noots, profès de Tongerlo, auparavant procureur général et abbé titulaire de Floreffe
- 1962-1982 : Norbert Calmels, auparavant abbé de Frigolet, évêque titulaire de Dusa (de) en Numidie de 1978 à 1985
- 1982-1996 : Marcel van de Ven, auparavant abbé de Berne
- 1996-2003 : Hermenegild-Joseph Noyens
- 2003-2018 : Thomas-Anton Handgrätinger
- 2018- : Jos Wouters

## Prémontrés notables

### Saints

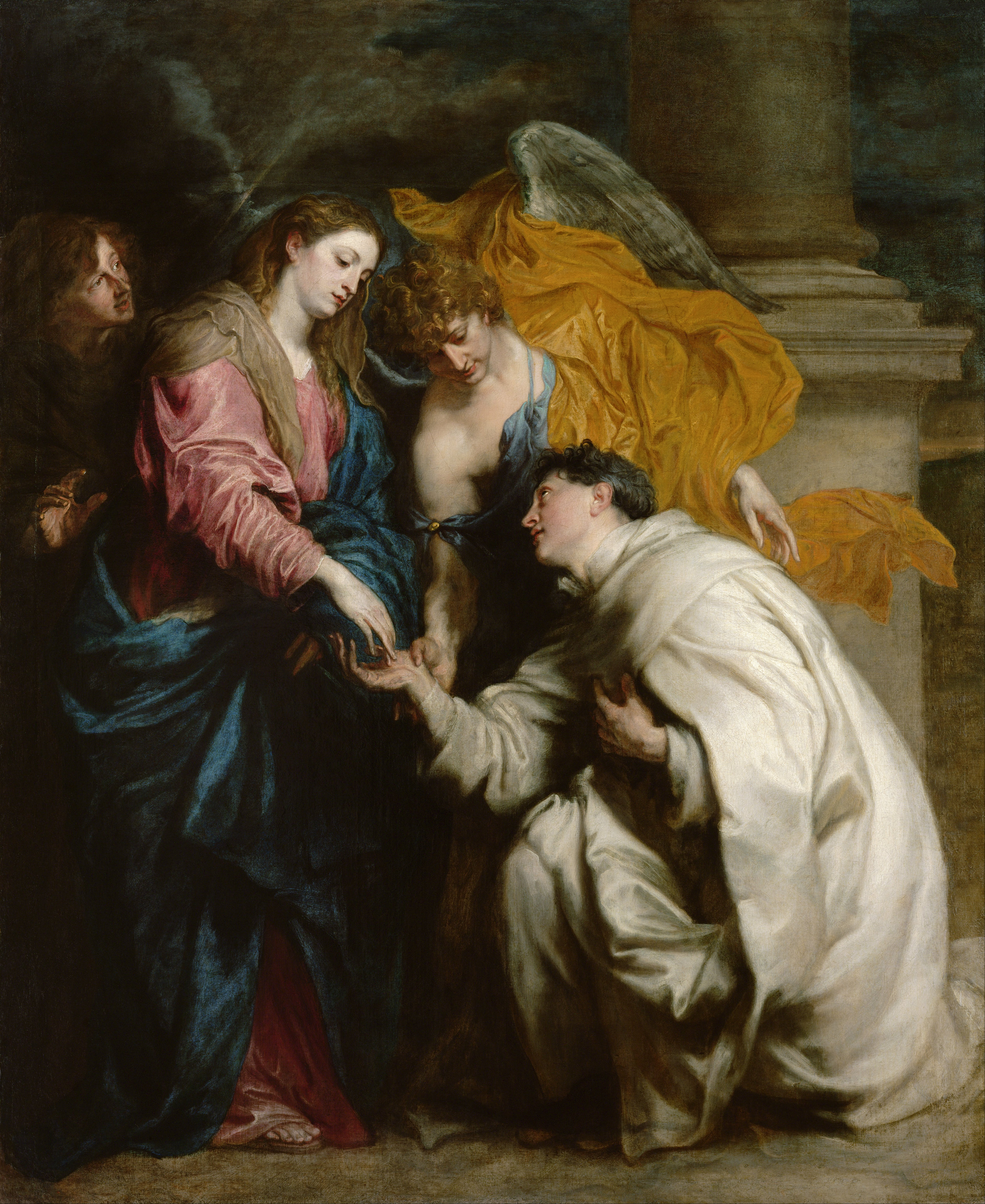
Les fiançailles mystiques du bienheureux Hermann Joseph avec la Vierge Marie, Antoine Van Dyck.

- Godefroy de Cappenberg (de), prêtre (✝1127), culte reconnu en 1728 par Benoît XIII[191].
- Norbert de Xanten, abbé et fondateur d'ordre (✝1134), canonisé en 1582 par Grégoire XIII
- Gilbert de Neuffonts, abbé (✝1152), culte reconnu en 1728 par Benoît XIII[191].
- Gerlac de Houthem, ermite (✝1170), culte reconnu en 1728 par Benoît XIII[192].
- Évermode de Ratzebourg (en), évêque (✝1178), culte reconnu en 1728 par Benoît XIII[191].
- Frédéric Feikone (en), abbé (✝1175), culte reconnu en 1728 par Benoît XIII[191].
- Aldric de Fussenich[193], religieux (✝1200), culte immémorial.
- Isfried de Ratzebourg, évêque (✝1204), culte reconnu en 1728 par Benoît XIII[191].
- Siard de Frise (de), abbé (✝1230), culte reconnu en 1728 par Benoît XIII[191].
- Hermann Joseph de Steinfeld, prêtre (✝1241), canonisé en 1958 par Pie XII[191].
- Ludolphe de Ratzebourg (en), évêque et martyr (✝1250), culte reconnu en 1728 par Benoît XIII[191].
- Jacques Lacoupe, prêtre et martyr (✝1572), canonisé en 1867 par Pie IX parmi les martyrs de Gorcum.
- Adrien van Hilvarenbeek, prêtre et martyr (✝1572), canonisé en 1867 par Pie IX parmi les martyrs de Gorcum.

### Bienheureux
- Ricvère de Clastres, religieuse[192], première chanoinesse de Prémontré ( ✝1136), culte immémorial.
- Garembert du Mont-Saint-Martin[194], abbé (✝1141), culte immémorial.

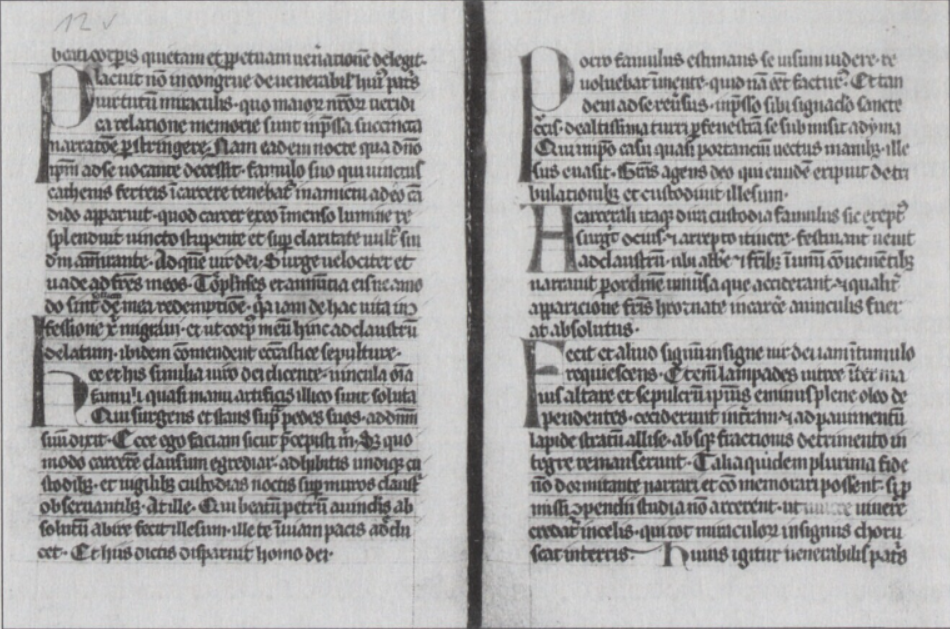
Vita fratris Hroznatae, manuscrit du XIIIe siècle, abbaye de Teplá.

- Vita fratris Hroznatae, manuscrit du XIIIe siècle, abbaye de Teplá.Odette de Rivreulle, religieuse (✝1158), culte immémorial.
- Milon de Thérouanne, évêque (✝1159), culte immémorial.
- Hugues de Fosses, abbé (✝1164), culte reconnu en 1927 par Pie XI[191].
- Hildegonde de Meer (en), abbesse (✝1183), culte immémorial.
- Gottschalk de Želiv[195], abbé (✝1184), culte immémorial.
- Louis d'Arnstein (de), religieux (✝1185), culte immémorial.
- Hroznata d'Ovenec, religieux et martyr (✝1217), béatifié en 1897 par Léon XIII[191].
- Bronislave de Kamien, religieuse (✝1259), culte reconnu en 1839 par Grégoire XVI[191].
- Beatrix d'Engelport, religieuse (✝1275), culte immémorial.
- Gertrude d'Altenberg (en), abbesse (✝1297), culte reconnu en 1728 par Benoît XIII[191].
- Pierre-Adrien Toulorge, prêtre et martyr (✝1793), béatifié en 2012 par Benoît XVI[191].
- Jakob Kern, prêtre (✝1924), béatifié en 1998 par Jean-Paul II[191].

### Vénérables
- John Kieran, abbé et martyr (✝1580)
- Emilia Podoska (pl), religieuse (✝1889)
- Pavel Jan Souček (cs), abbé, et ses compagnons Laurentius Novotny, Norbert Hrachovsky, Sigismund Zabehlicky et Siard Nevrkla, martyrs (✝1943 au camp d'Auschwitz)

### Autres prémontrés notables
- Conrad de Marbourg (vers 1190-1233), grand inquisiteur et accompagnateur spirituel de sainte Élisabeth de Hongrie
- Remacle Lissoir (1730-1806)
- Bernard Ardura, né en 1948, président du Comité pontifical des sciences historiques de 2009 à 2023
- Hugh Allan, né en 1976, administrateur apostolique des îles Malouines et Supérieur de la Mission sui juris de Sainte-Hélène, Ascension et Tristan da Cunha, ainsi qu'abbé de Beeleigh, depuis 2016
- Michel Proulx, né en 1962, évêque de Bathurst depuis le 28 octobre 2023
- František Václav Lobkowicz (1948-2022), évêque d'Ostrava-Opava entre 1996 et 2022.